# Francavilla Fontana
Francavilla Fontana (franka'villa fon'tana, Francaìdda [fɾaŋkaˈidda] in dialetto salentino settentrionale, fino al 1864 chiamata Francavilla) è un comune italiano di 34 410 abitanti della provincia di Brindisi in Puglia.
Già feudo della famiglia Imperiali, durante questa dominazione fu uno dei maggiori centri culturali e industriali dell'area (nell'Ottocento fu eletta capoluogo di circondario). Sorge nella penisola salentina tra Brindisi e Taranto, lungo l'antico tracciato della via Appia. Rappresenta un importante centro agricolo, artigianale, industriale (piccole e medie imprese) e commerciale. Nel 2009 ha ottenuto dalla regione Puglia il riconoscimento di "città d'arte".

## Geografia fisica

### Territorio

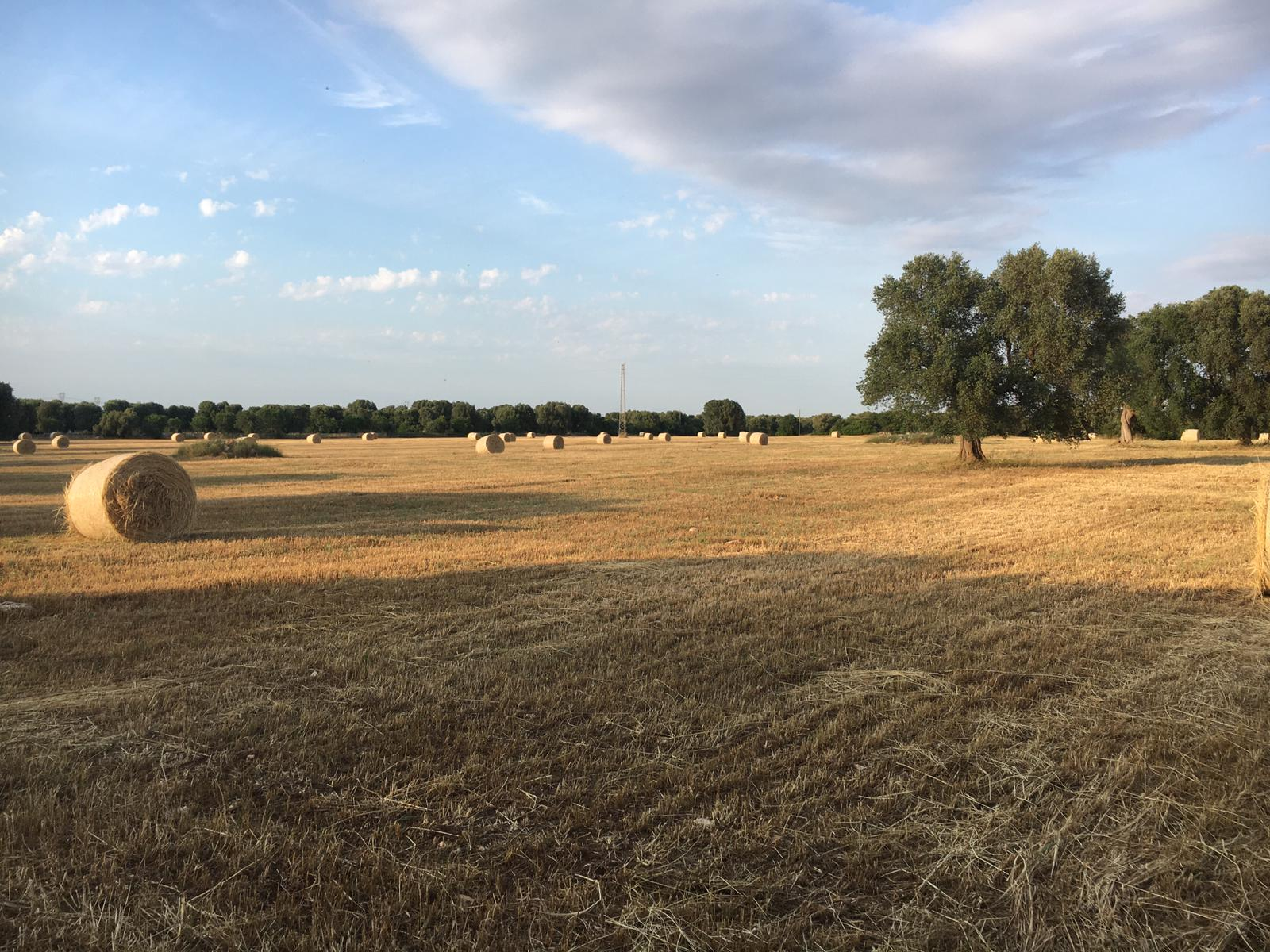
Scorcio dell'agro francavillese

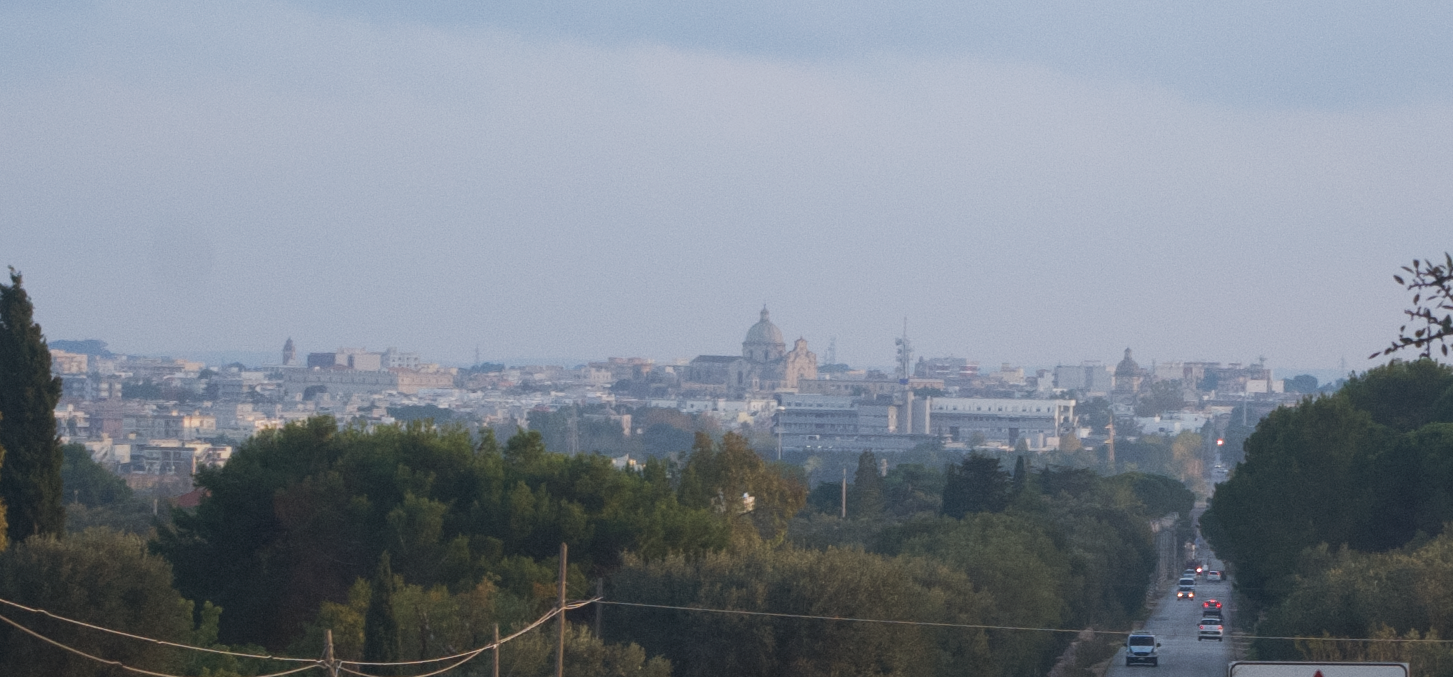
Città vista da Nord, direzione Ceglie Messapica

Il territorio di Francavilla Fontana si estende prevalentemente in direzione nord-sud ed ha una superficie totale di 175,25 km². A caratterizzare l'agro francavillese, specie nel versante nord, è la presenza di numerosi trulli.
L'uso del suolo è estremamente variabile e comprende colture arboree come oliveti, vigneti, frutteti e colture erbacee.
I suoli sono calcarei o moderatamente calcarei con percentuale di carbonati totali che aumenta all'aumentare della profondità. Vi è la presenza di calcari dolomitici (in particolare i calcari di Altamura, presenti in tutto il territorio murgiano e risalenti al Cretacico superiore), di calcareniti bioplastiche (calcareniti di Gravina, risalenti al Pleistocene inferiore) e di limi sabbiosi e argille (depositi marini terrazzati risalenti al Pleistocene Medio-Superiore).
- Classificazione sismica:[10] zona 4 (sismicità irrilevante).

#### Idrografia

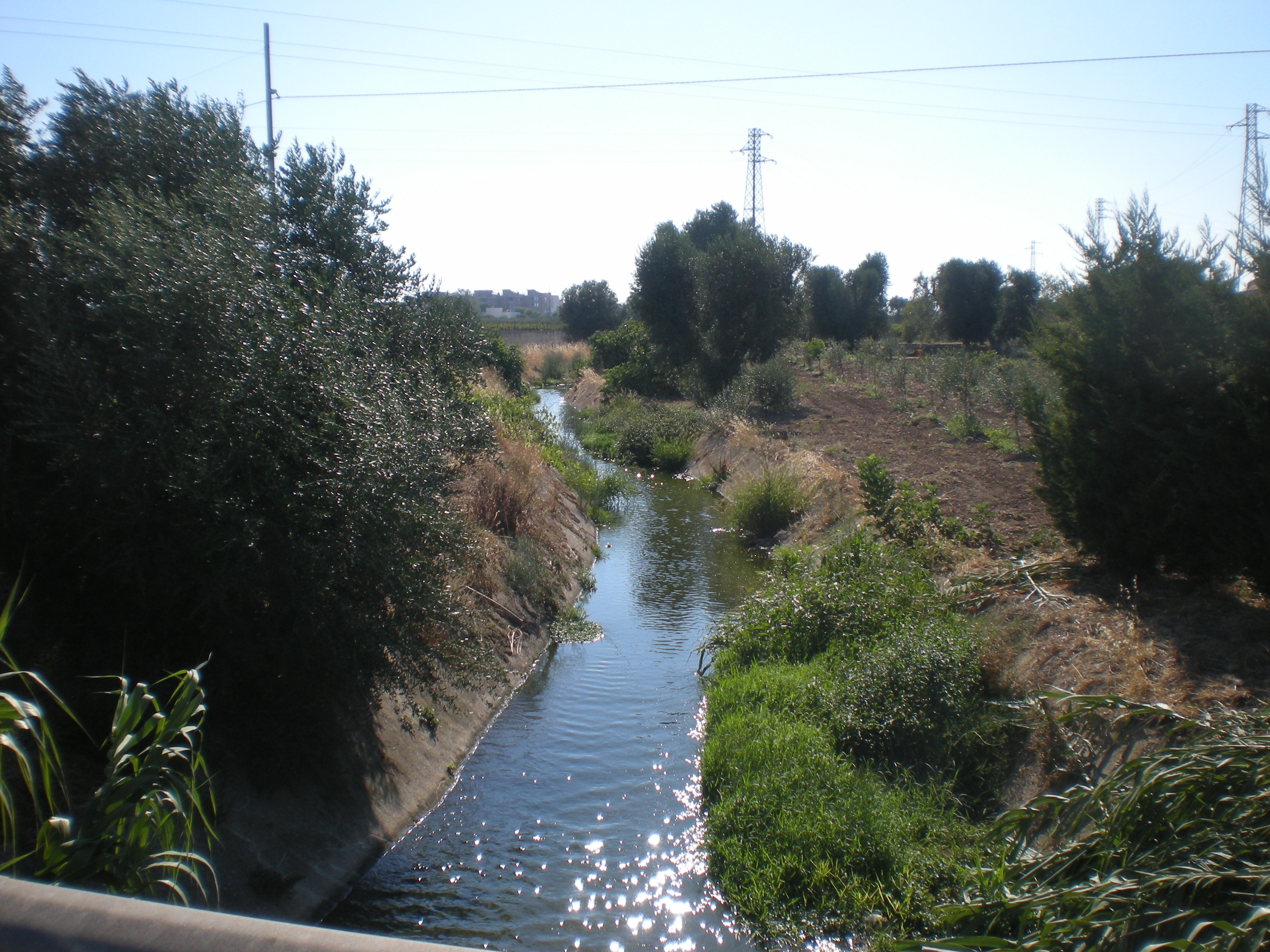
Il Canale Reale nei pressi della città

Come accade nel resto della Puglia, a causa delle rocce carsiche, la presenza di fiumi significativi in superficie è praticamente nulla, mentre, nel sottosuolo, risulta particolarmente interessante; tuttavia nel territorio francavillese si registra la presenza di acque sorgentizie che fuoriescono per alcuni tratti dal terreno, per poi ritornarci dentro improvvisamente. Il più importante corso d'acqua che scorre nel territorio è il Canale Reale; esso sgorga al confine con il territorio del comune di Villa Castelli, ed attraversa le campagne da est ad ovest, per poi sfociare nel Mare Adriatico, più esattamente nella riserva naturale di Torre Guaceto. Questo corso d'acqua fu descritto anche nella Naturalis historia di Plinio il Vecchio, che, incerto sulla sua denominazione, indicò i nomi Pactius e Ausonius: a quell'epoca doveva essere un vero e proprio fiume navigabile, e lo dimostrano le grotte frequentate dai monaci basiliani giunti da Brindisi a bordo di piccole imbarcazioni. Attualmente il canale, dopo essere fuoriuscito dalla sorgente con acque limpide, diventa veicolo di scarichi man mano che attraversa i vari centri abitati, generando il rischio di danneggiare le coltivazioni dei terreni che percorre.

#### Orografia

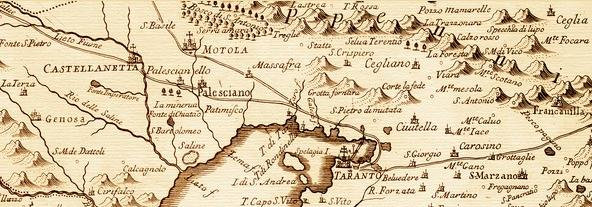
Murgia meridionale

Poiché il territorio si estende maggiormente in direzione nord-sud, vengono abbracciate due zone: le Murge, nel settore centro-settentrionale, e la Piana di Brindisi, nel settore meridionale. La massima altezza che si registra nel territorio comunale è pari a 246 m s.l.m.; la casa comunale, invece, registra un'altitudine che si attesta sui 142 m s.l.m. La frazione di Bax Capece, posta a nord dell'abitato, registra un'altitudine di 173 m s.l.m.
Il resto del territorio degrada dolcemente verso sud, per terminare nella Piana di Brindisi (raggiungendo l'altezza minima registrata nel territorio comunale di 109 m s.l.m.

### Clima

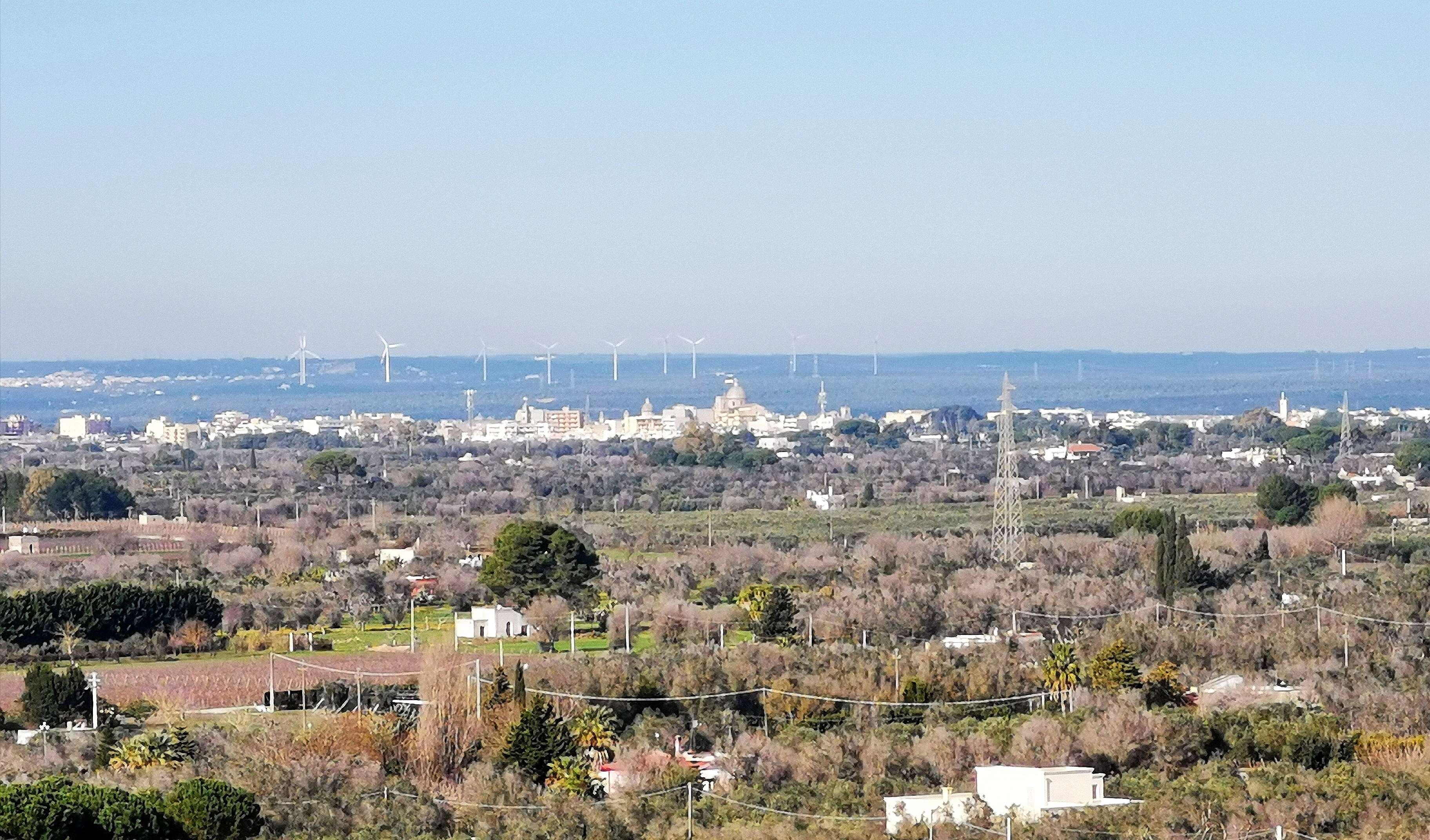
Francavilla vista dalla vicina Oria

Francavilla gode di un tipico clima mediterraneo, mite e confortevole nei periodi primaverile ed autunnale, estati spesso afose ed inverni non molto freddi. Tuttavia non è infrequente che, durante le notti invernali, il termometro scenda sotto lo zero (provocando estese gelate) o che si registrino nevicate con importanti accumuli nevosi (come, ad esempio, nel 2006). D'estate, invece, occasionalmente si verificano intense e lunghe ondate di calore, con tassi di umidità molto elevati e temperature ben oltre le medie del periodo.
Le precipitazioni annuali si attestano sull'ordine dei 565 mm di pioggia, distribuiti prevalentemente nel periodo da ottobre a marzo. La primavera e l'estate sono caratterizzate da periodi di siccità.
- Classificazione climatica:[15] zona C, 1286 GG

## Origini del nome
Il primo nome ufficiale della città di Francavilla fu Villa Franca, dalla parola francese ville (borgo) e franca (senza tasse), per indicare appunto la concessione di larghe franchige a chi vi si fosse insediato. Con il tempo il nome mutò in Franca Villa, che successivamente formò un'unica parola: Francavilla. Altri studi individuerebbero una differente origine del nome di Francavilla: nel fatto che nel suo territorio potrebbe essersi accampato un drappello dell’esercito Franco dopo l’866, anno in cui i Franchi guidati dall’imperatore Ludovico II si spinsero fino a Bari e Oria. Da quel momento quel luogo potrebbe essere stato denominato come “Franca Villa” in quanto ospitante una comunità di origine franca.
Parte della provincia di Terra d'Otranto, per distinguerla dalle altre città omonime si scelse l'appellativo di Francavilla d'Otranto; infine, nel 1864, dopo una delibera comunale, fu definitivamente chiamata Francavilla Fontana.

## Storia

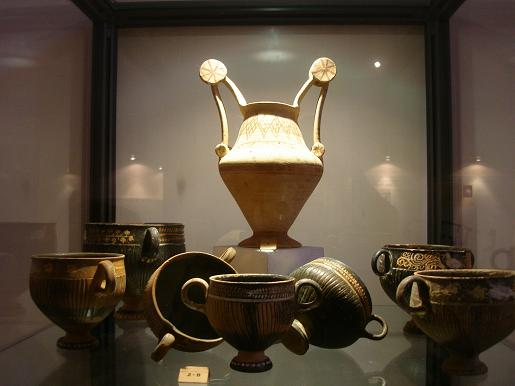
Ceramica Messapica, Centro documentazione messapica Oria

### Origini
Francavilla sorge su un'area interessata da insediamenti umani fin dalla preistoria, come dimostrano le tracce di un villaggio a capanne del Neolitico medio (scoperte in località Cadetto).
La città iniziò a svilupparsi in periodo messapico, anche se all'epoca non aveva configurazione di città, ma al più vi erano una serie di fattorie. Alcuni studiosi ipotizzano che nei pressi della città odierna possa essersi sviluppata l'antica Rudiae, patria di Quinto Ennio. Nel periodo romano manteneva ancora la forma di piccoli abitati sparsi, i vicus, orbitanti intorno al centro principale di Oria.

### Medioevo
Dal IX secolo in poi si ha notizia di alcuni casali tra cui quello di Santo Spirito a Sud-Est della città, che iniziarono un lento processo di sinecismo, di fusione cioè tra più piccoli centri per dare vita ad un unico centro di medie dimensioni.
Francavilla sorse probabilmente come città vera e propria agli inizi del XIV secolo, per iniziativa di Filippo I d'Angiò, principe di Taranto e signore di Oria, nei dintorni di una villa rustica di epoca romana, costruita vicino al canale Reale (lungo l'antica via Appia), nell'odierna contrada S. Lorenzo.
Secondo i falsi diplomatici prodotti dal vescovo Kalefati, il 14 settembre 1310, il principe durante una battuta di caccia, rinvenne un'immagine della Madonna col Bambino dipinta su di un muro diroccato vicino ad una fontana. Attorno al luogo del ritrovamento fece erigere una cappella in segno di devozione, inoltre concesse terre e franchige richiamando molti abitanti dai casali vicini. Nacque così il Casale di Francavilla, il cui nome rimanda al dono delle terre.

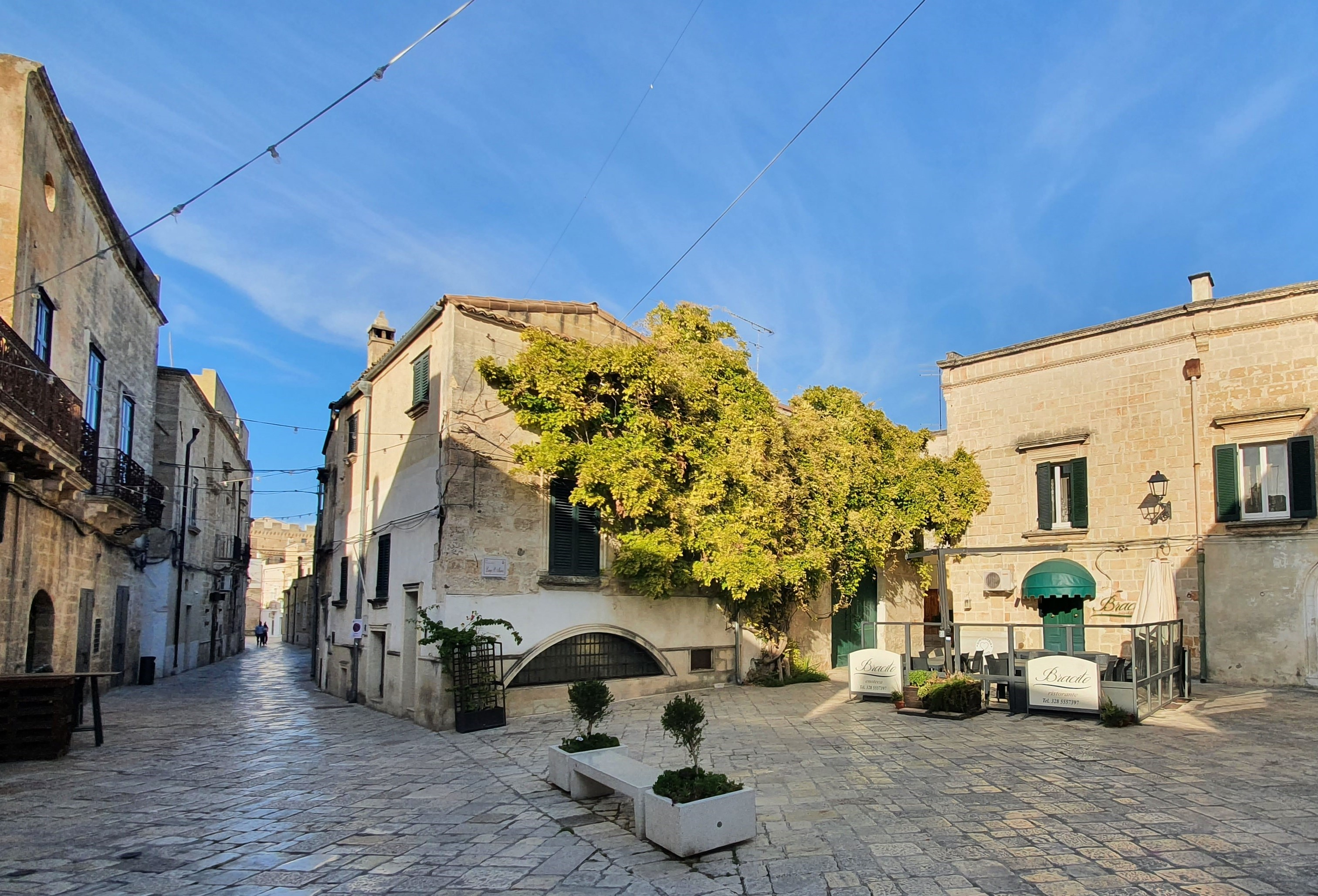
Largo San Marco, fulcro dell'originario abitato medievale

Il primo fatto storicamente accertato, è la donazione di Francavilla da parte del principe Filippo alla nobile famiglia de Nantolio Chattilon), discendente del Re di Francia, che poi mutò il proprio nome in dell'Antoglietta ), il giorno 5 maggio 1336. I de Nantolio (dell'Antoglietta) chiesero al principe di poter proteggere la città costruendo a proprie spese mura e fossati, per contrastare invasioni e tumulti che caratterizzavano quel periodo storico e difendere la popolazione di Francavilla. Questo primo nucleo di Francavilla, meglio protetto dal pericolo, cominciò sempre più a popolarsi e visse un periodo di grande splendore e ricchezza. Divenne quindi Università, titolo dato a quei centri che raggiungevano una determinata consistenza demografica e importanza socio economica e culturale.
Nel 1368, Giovanni de Nantolio (dell'Antoglietta) († post 1383), Barone di Ruffano e Barbarano, marito di Beatrice de Noha, non contento della situazione che viveva la popolazione di Francavilla e volendola portare agli antichi splendori, diviene feudatario in capite e non più vassallo del principe di Taranto ottenendone la nomina dalla Camera Regia. Il figlio Guglielmo († 1452), sarà barone di Francavilla nei primi decenni del XV secolo.
Nel corso degli anni si succedettero vari feudatari; Giovanni Antonio Orsini Del Balzo, che iniziò ad erigere le fortificazioni nel 1455 (e che nel 1450 aveva iniziato la costruzione del castello, che nella struttura originaria doveva essere destinato all'alloggio dei soldati).

### Età moderna

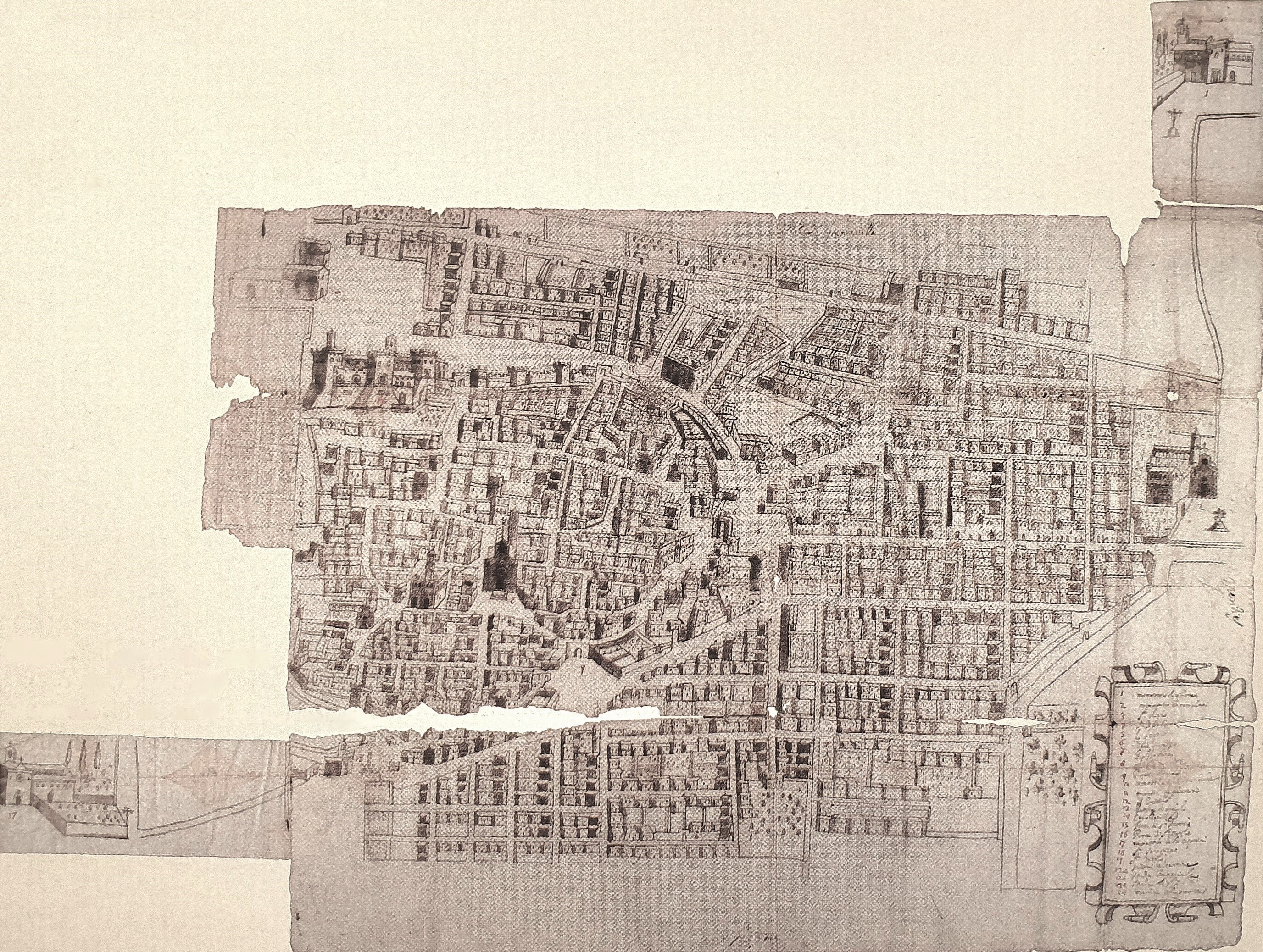
Francavilla nel 1643. Disegno di F. C. Centonze, custodito presso l'Archivio di Stato in Napoli

Dal 1517 regnò la famiglia dei Bonifacio, che migliorò l'edilizia della città e le condizioni economiche e culturali del popolo; seguirono il marchese di Trevico, il conte Federico Borromeo e il cardinale Carlo Borromeo. Con quest'ultimo arrivò a Francavilla lo spirito della Controriforma, sorsero infatti i conventi dei carmelitani, dei frati minori osservanti, dei cappuccini e degli oratoriani di San Filippo Neri che aprirono la prima scuola pubblica della città. Nel 1569 il cardinale cedette il feudo al re per 40 000 ducati, somma che distribuì ai poveri di Milano. Tutt'oggi è possibile vedere una statua del santo, compatrono di Francavilla, in piazza Umberto I. Il feudo passò così prima a Melchiorre de Herrera e poi al cardinale genovese Filippo Spinola.

Stemma araldico degli Imperiali

Nel 1572 il feudo venne comprato dal giovane aristocratico genovese Davide Imperiali; egli fu solo signore delle terre di Francavilla, il titolo di Principe fu ottenuto infatti dal nipote Davide, il vero capostipite degli Imperiali. Con questa famiglia Francavilla visse il momento di massimo splendore: durante il loro governo, infatti, furono apportati grandissimi miglioramenti, sia nell'urbanistica cittadina, sia nella vita civile finanziando un gran numero di opere pie; nacquero infatti numerose accademie di letterati ed artisti e il nucleo urbano s'ingrandì considerevolmente con la nascita di nuovi rioni, tanto che ci fu l'allargamento della cinta muraria e dal 1715 ebbe inizio la Fiera dell'Ascensione. La dinastia degli Imperiali non durò a lungo, l'ultimo fu il principe Michele Imperiali Junior morto senza discendenti. Il feudo passò quindi al fisco che provvide alla vendita separata dei vari beni decretandone lo smembramento. Il terremoto di Nardò del 1743 colpì duramente Francavilla, distruggendo parte della città e provocando alcune vittime.

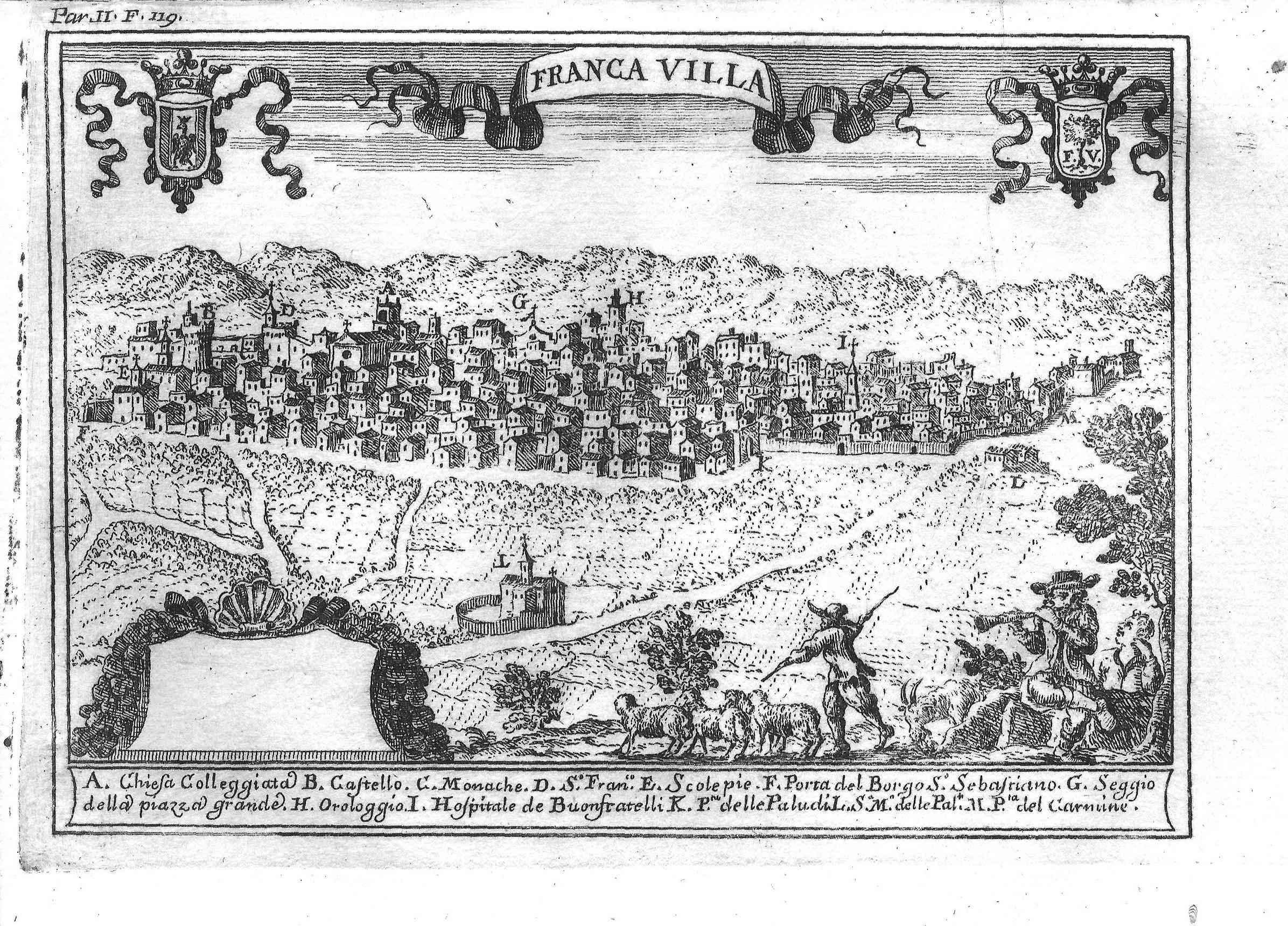
Disegno tratto da "Il Regno di Napoli in prospettiva" (1702) di Giovanni Battista Pacichelli

Francavilla otterrà il titolo di città il 19 aprile 1788 dal Re di Napoli Ferdinando IV.
Nei primi mesi del 1799 Francavilla fu teatro di scontri tra repubblicani e realisti fedeli al sovrano, Ferdinando IV, che nel dicembre dell'anno prima, constatata l'impossibilità di frenare l'avanzata delle truppe napoleoniche nel regno di Napoli, aveva abbandonato la capitale per rifugiarsi a Palermo. I disordini in Francavilla (per l'occasione si contarono alcuni morti) cessarono il 24 febbraio del 1799 con l'arrivo in città di due carismatici personaggi di origine corsa, Francesco Boccheciampe e Giambattista De Cesari.
Costoro, forti anche dell'appoggio morale (frutto di paradossali equivoci e di teatrali finzioni) ricevuto dalle principesse Adelaide e Vittoria di Borbone (figlie dell'ex re di Francia Luigi XV) le quali nel frattempo si trovavano a Brindisi, presero il comando dei controrivoluzionari francavillesi e organizzarono con successo l'insorgenza antirepubblicana sia in città che nei circostanti paesi.

### L'Ottocento e il Novecento
L'Ottocento fu percorso da fermenti risorgimentali e da sanguinosi scontri, fino allo sterminio delle varie sette carbonare da parte dell'esercito borbonico. Dopo l'unificazione dell'Italia, lo sviluppo della città fu agevolato anche dalla costruzione della ferrovia Taranto-Brindisi. Nel 1864 assunse l'attuale nome di Francavilla Fontana, dall'icona bizantina che raffigura la Madonna della Fontana e a ricordo dell'episodio del principe fondatore.

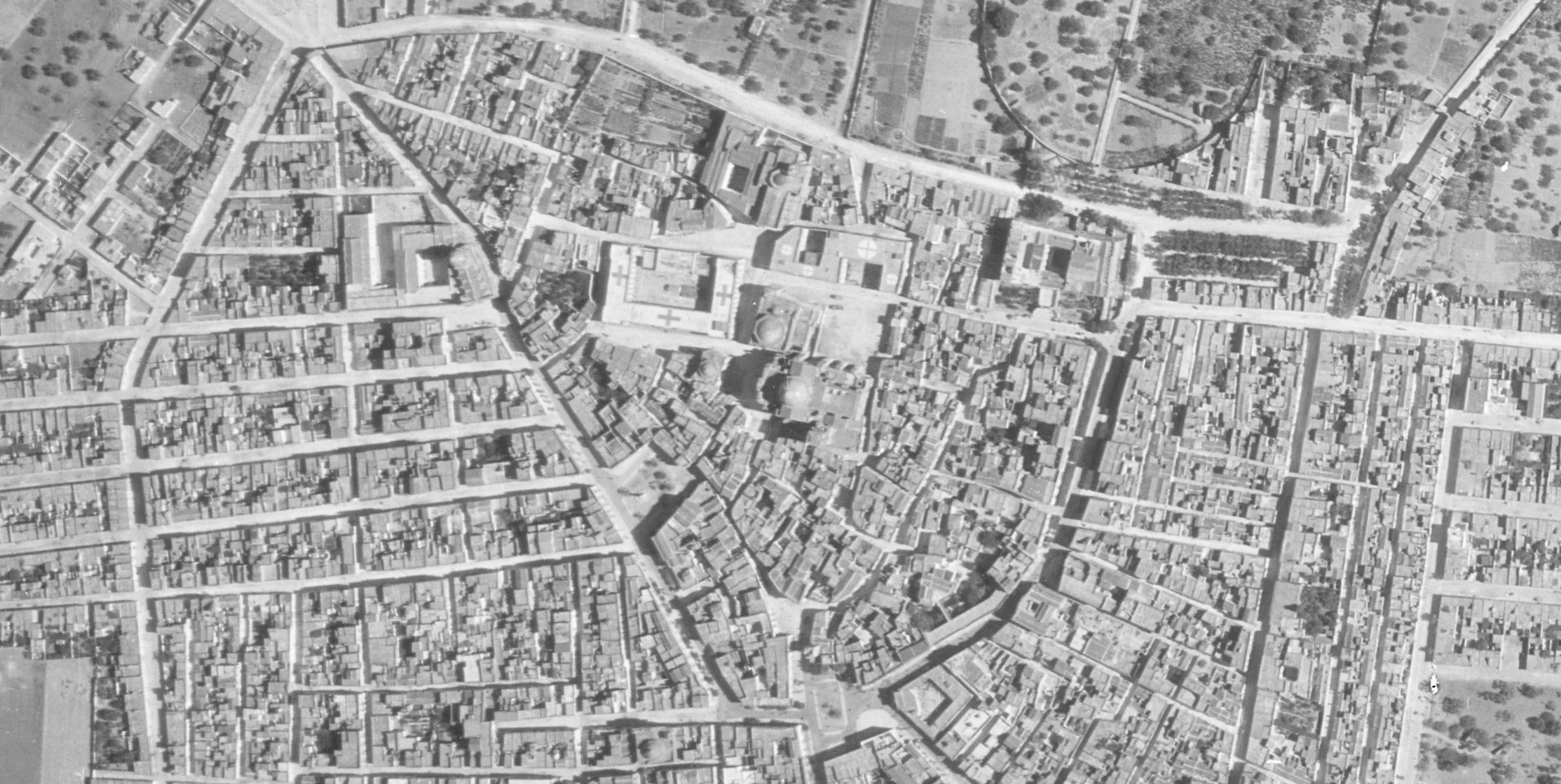
Situazione del centro storico nel 1943

Nel 1871 iniziarono i violenti moti autonomistici di Villa Castelli, che denunciava l'incuria da parte degli amministratori di Francavilla e pertanto ne richiedeva l'autonomia. Ruolo di primo piano nella vicenda fu rivestito dai residenti di Monte Fellone e di Specchia Tarantina, oggi frazioni del comune di Martina Franca, e di Mannara, frazione che tuttora segna il confine con Grottaglie grazie ai quali si raggiunse la quota di 4000 votanti. L'istituzione del nuovo comune fu ufficializzata nel 1926.
La perdita di una considerevole parte del territorio e l'inizio della seconda guerra mondiale hanno bloccato lo sviluppo di Francavilla e indebolito la sua economia: solo dalla seconda metà del Novecento, infatti, ha ripreso un percorso di lento sviluppo.

### Simboli
Descrizione araldica dello stemma:
(Comuni-Italiani.it)

## Monumenti e luoghi d'interesse

### Architetture religiose

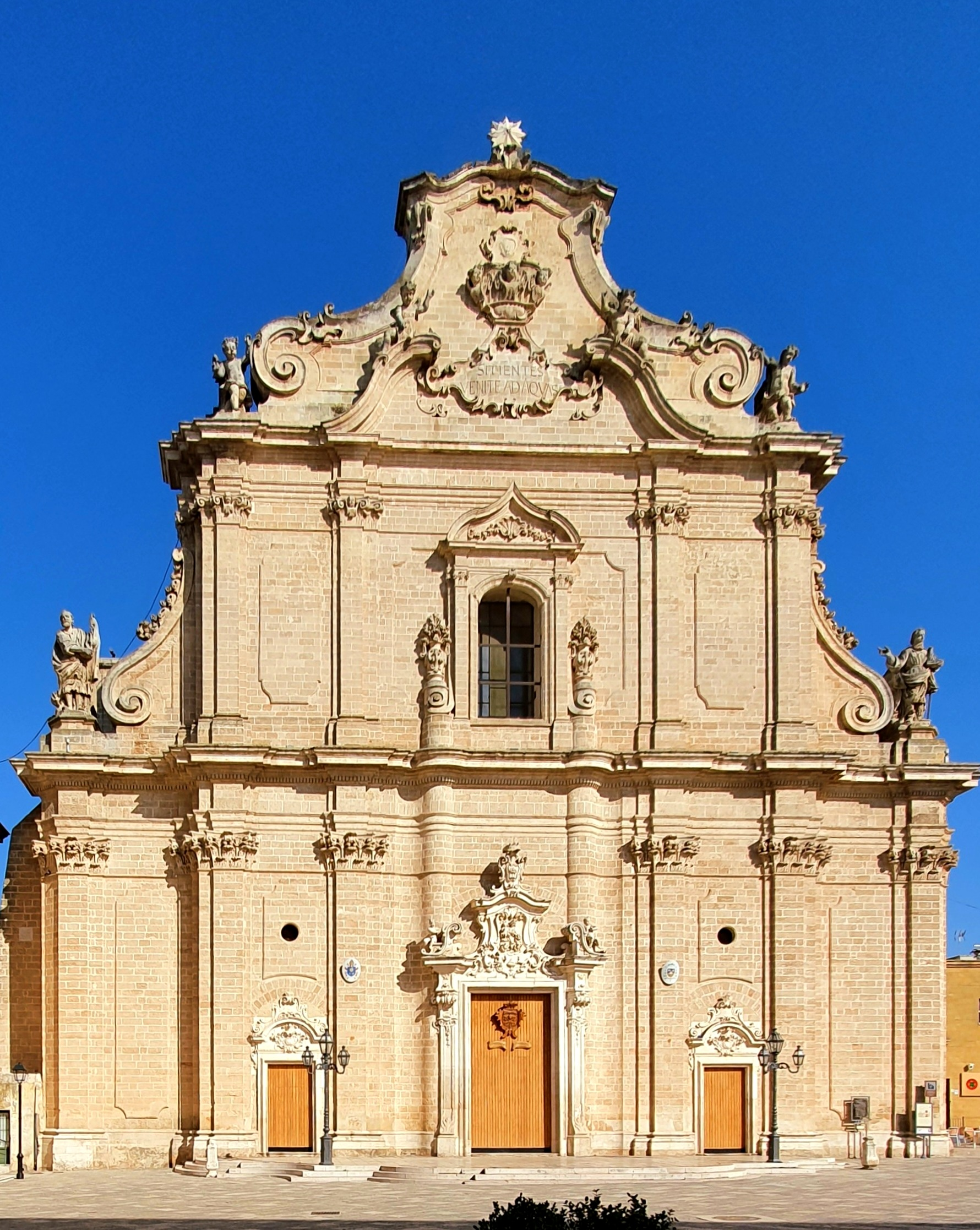
Basilica Minore del Ss. Rosario (anche detta Chiesa Madre)

#### Basilica minore del Santissimo Rosario
L'antica chiesa era già compiuta verso il 1320, e racchiudeva la cripta sottostante, cinta da grate di ferro. Successivamente, nel 1510 si ebbero vari interventi di ampliamento e nel 1517 si compì il cappellone. Dopo il terremoto di Nardò il vecchio edificio fu abbattuto e al suo posto fu costruita una nuova chiesa, di aspetto tipicamente barocco, che si presenta con una sobria facciata, molto armonica nello sviluppo dei piani, terminante in alto con una stella simbolica. Ai lati vi sono le statue in pietra di san Pietro e san Paolo. La cupola (con un diametro di 13 metri) poggia su un tamburo traforato da 8 finestroni ed è la più alta del Salento. L'interno dalla chiesa è a croce latina con pianta invertita.
Al suo interno vi sono tele dipinte dal francavillese Domenico Carella, come Il Miracolo degli ulivi, Il Rinvenimento della Madonna della Fontana e L'ultima cena; oltre alle tele vi sono una scultura lignea del 1778 e varie statue in cartapesta. La Basilica attualmente è in fase di restauro interno del transetto e della cupola.

#### Chiesa dei Padri Liguorini
Intitolata a sant'Alfonso Maria de' Liguori, fu voluta da Filippo d'Angiò per i frati francescani nel 1322. Nel 1854 i padri di Sant'Alfonso, fallito un primo tentativo di ampliamento dei cappelloni, ricostruirono tutto l'edificio ma non riuscendo a terminare i lavori perché nel 1861 fuggirono dalla città. Abbandonata e ridotta a deposito, solo dopo il definitivo ritorno dei liguorini la chiesa fu restaurata e completata. La facciata ricalca elementi rinascimentali, caratterizzata da due colonne poggiate su alti piedistalli che inquadrano il portale architravato e sovrastato da un alto rilievo raffigurante Sant'Alfonso e compreso in un arco a tutto sesto, e terminata in alto da un timpano triangolare.
L'interno, a croce latina a tre navate, è particolarmente ricco di stucchi e fregi dorati. Sull'altare maggiore, insieme con le statue di Fede, Speranza, Carità e Pietà, è collocato il trono, con le otto colonne e la cupola, che contiene la statua di sant'Alfonso. Tutti gli affreschi della chiesa sono di Giovanni Vollono di Napoli.

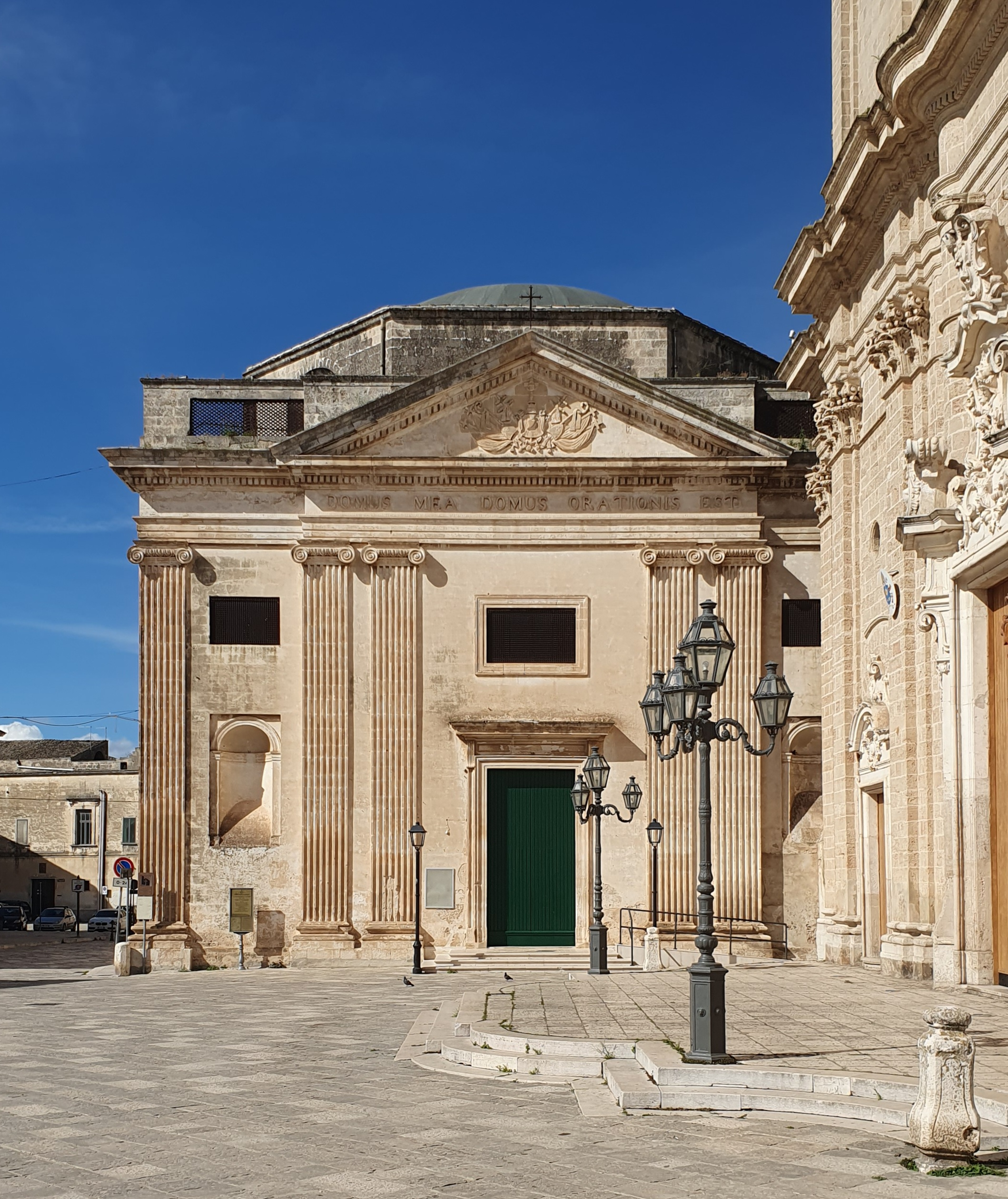
Chiesa di Santa Chiara

#### Chiesa di Santa Chiara
Ricostruita nel 1836, dopo l'abbattimento di quella seicentesca a cui era annesso il convento delle Clarisse (visibile ancora oggi parzialmente lungo via Municipio).
La facciata, neoclassica, presenta un portale architravato con ai lati due coppie di grandi lesene ioniche, che poggiano su bassi plinti; due nicchie centinate senza statue fiancheggiano la parte centrale. La trabeazione, che reca l'iscrizione Domus mea domus orationis est, è sormontata da un cornicione a dentelli e, al centro, da un timpano triangolare.
L'interno, a pianta ottagonale, si caratterizza dal disegno del pavimento in ceramica (risalente al 1840), e presenta quattro altari a nicchia; nell'abside, rialzato, vi è l'altare maggiore sovrastato dalla statua di Santa Chiara. All'interno del tamburo è inserita una cupola, mentre l'abside ha una cupola a cassettoni d'ispirazione cinquecentesca.
Nella sacrestia sono conservate le statue portate in processione durante i Misteri, realizzate in cartapesta policroma e risalenti ai secoli XVIII e XIX.

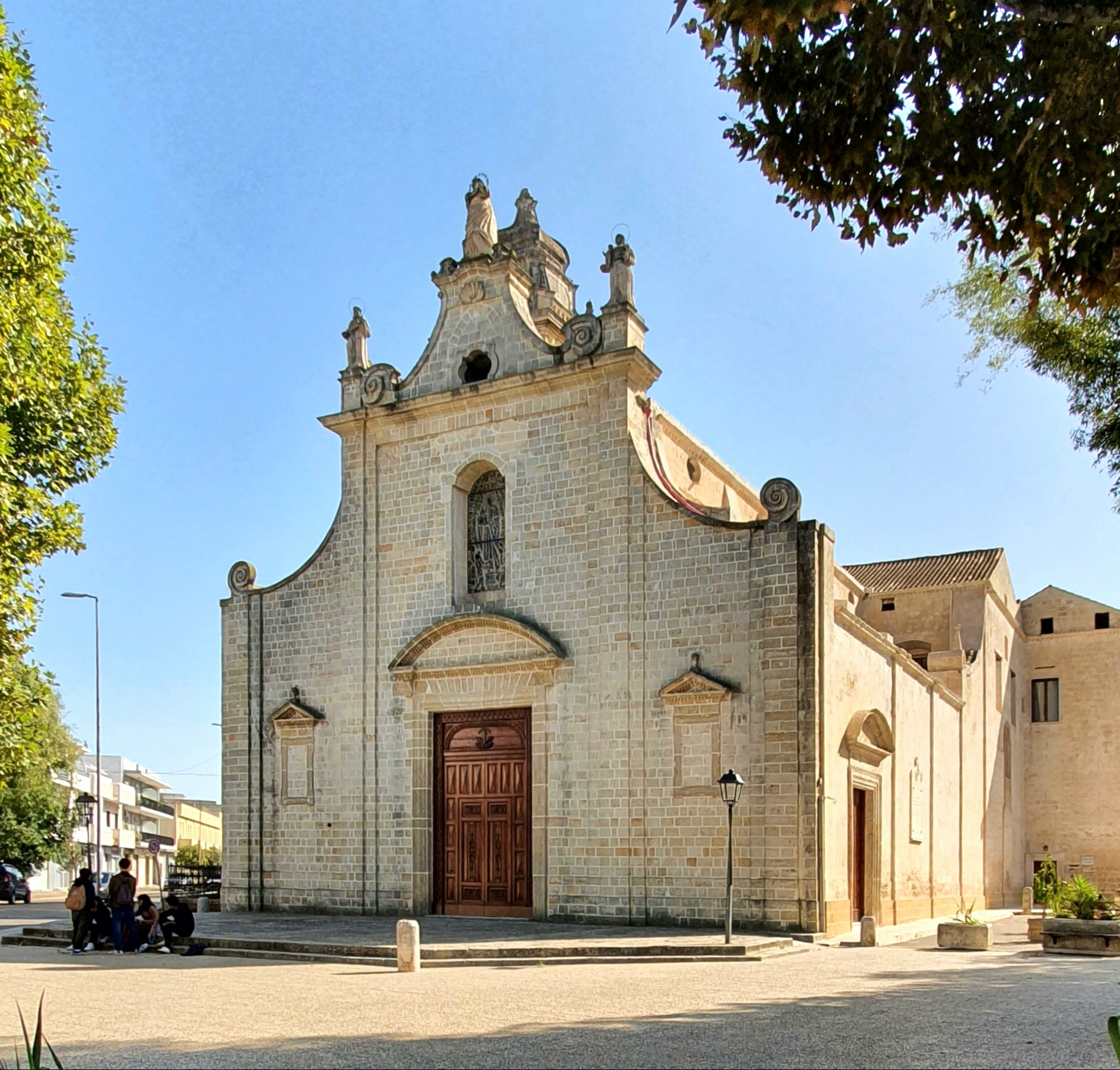
Chiesa della Madonna della Croce

#### Chiesa di Maria Santissima della Croce
Risalente, secondo alcuni documenti, al XIV secolo, l'edificio attuale risale al 1573. Fu ampliata nel 1687 dall'architetto fra Nicolò da Lequile, che le conferì la pianta a croce latina a tre navate, includendo, nei bracci della croce, la costruzione originale. La facciata originaria è ancora visibile sul lato ovest dell'attuale costruzione.
L'edificio, presenta un'ampia facciata barocca ed un campanile, anch'esso barocco, risalente al 1732. L'interno è arricchito e decorato da numerose opere, tra le quali spicca l'altare maggiore, decorato con sculture in legno raffiguranti diversi santi e che racchiude l'icona bizantina di Santa Maria della Croce, risalente al XIII secolo. Degne di nota anche alcune tele e statue collocate nelle navate laterali, un lavabo seicentesco in maiolica (nella sacrestia), il coro settecentesco con stalli dipinti e, nel refettorio, un affresco di Giacomo Moha.
Il convento, annesso alla chiesa, si articola intorno ad un chiostro centrale; ai piani superiori, le celle ed una grande biblioteca con volta a padiglione.

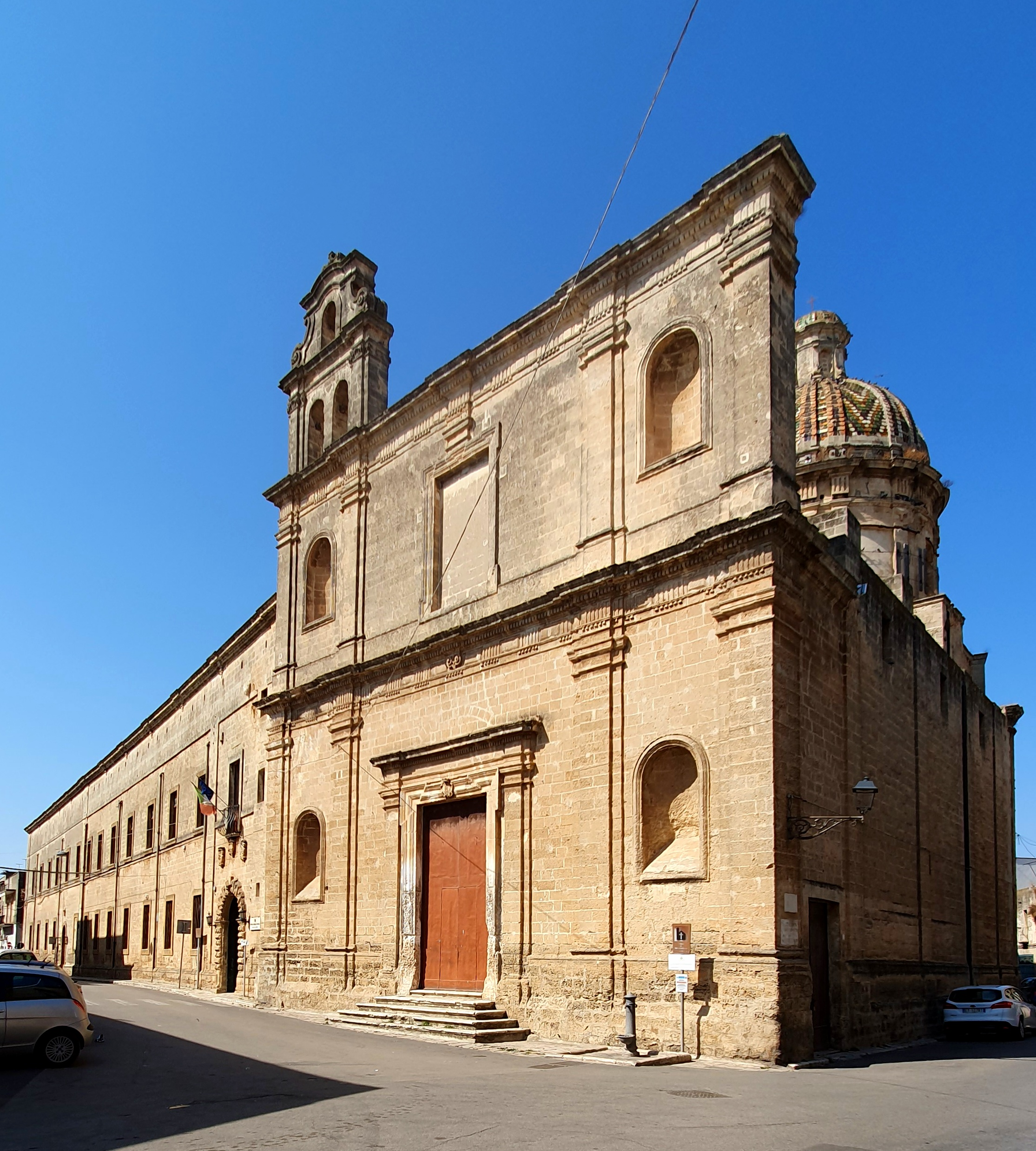
Chiesa di San Sebastiano

#### Chiesa di San Sebastiano
L'ex Real Collegio Ferdinandeo (ora Scuola Media Vitaliano Bilotta) e la Chiesa di S. Sebastiano, furono costruiti dall'Ordine di san Giuseppe Calasanzio: gli Scolopi, dietro munificenza dei principi Imperiali, tra il 1696 ed il 1728.
Sia l'esterno che l'interno, ad unica navata, sono di gusto tipicamente barocco. Particolarmente degni di nota gli altari dedicati a San Gaetano da Thiene e a Sant'Elzeario, caratterizzati da colonne tortili barocche.
Il convento annesso, dopo essere stato soppresso durante il napoleonico e murattiano, riaprì nel 1830, col Convitto annesso e nel 1841 venne titolato Real Collegio Ferdinandeo e Scuole di Belle Lettere e Filosofia. Qui venne educata e istruita una nutrita schiera di giovani provenienti dalla regione e dal materano. Negli anni seguenti, a fasi alterne, ospitò il Ginnasio comunale; attualmente il complesso Ferdinandeo ospita la Scuola media Vitaliano Bilotta.

#### Chiesa dello Spirito Santo
La chiesa, fondata insieme al convento (oggi non più esistente) dai frati cappuccini intorno al 1560, fu fortemente danneggiata dal sisma del 1743 e ricostruita su disegno dell'architetto fra Liborio da Manduria nel 1759.
Di fattura barocca, la facciata è ondulata dall'aggetto della parte centrale e l'arretramento dei lati; nella parte terminale, al centro, vi è un orologio. Molto decorato è anche il campanile a vela con bifora e monofora e con volute ai lati. L'interno è a tre navate, ospita poco oltre l'ingresso due acquasantiere in marmo del XV secolo. A caratterizzare l'ambiente interno, inoltre, sono una tela settecentesca raffigurante la Discesa dello Spirito Santo e, più in alto, lo stemma degli Imperiali.
Chiesa del Carmine

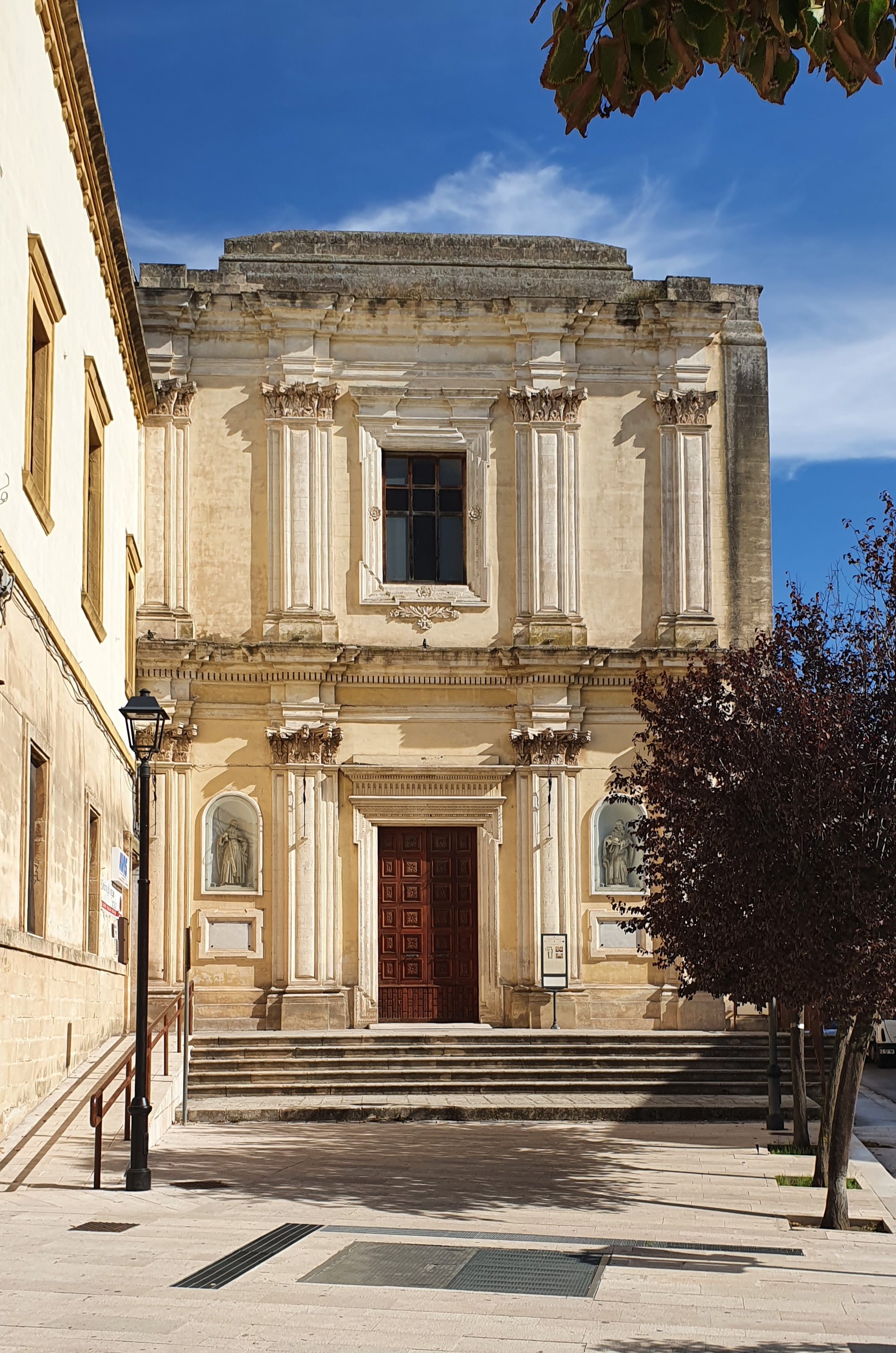
Chiesa della Madonna del Carmine

Sorse assieme ad un convento fuori dalle mura nel 1517, grazie ad una comunità di padri carmelitani. La facciata, risultato di interventi settecenteschi, è priva di timpano terminale e, nella parte inferiore, ai lati del portale, reca due nicchie centinate contenenti le statue in pietra dei profeti Elia ed Eliseo, un tempo collocate sull'altare maggiore.
L'interno è ad unica navata con transetto preceduto da un endonartece con volta stellata su pilastri quadrangolari; ai lati sono addossati alcuni altari in pietra
La maggior parte dell'arredo pittorico risale al XVIII secolo, di cui si segnalano la Visione di san Tommaso d'Aquino e Tobia e l'angelo.

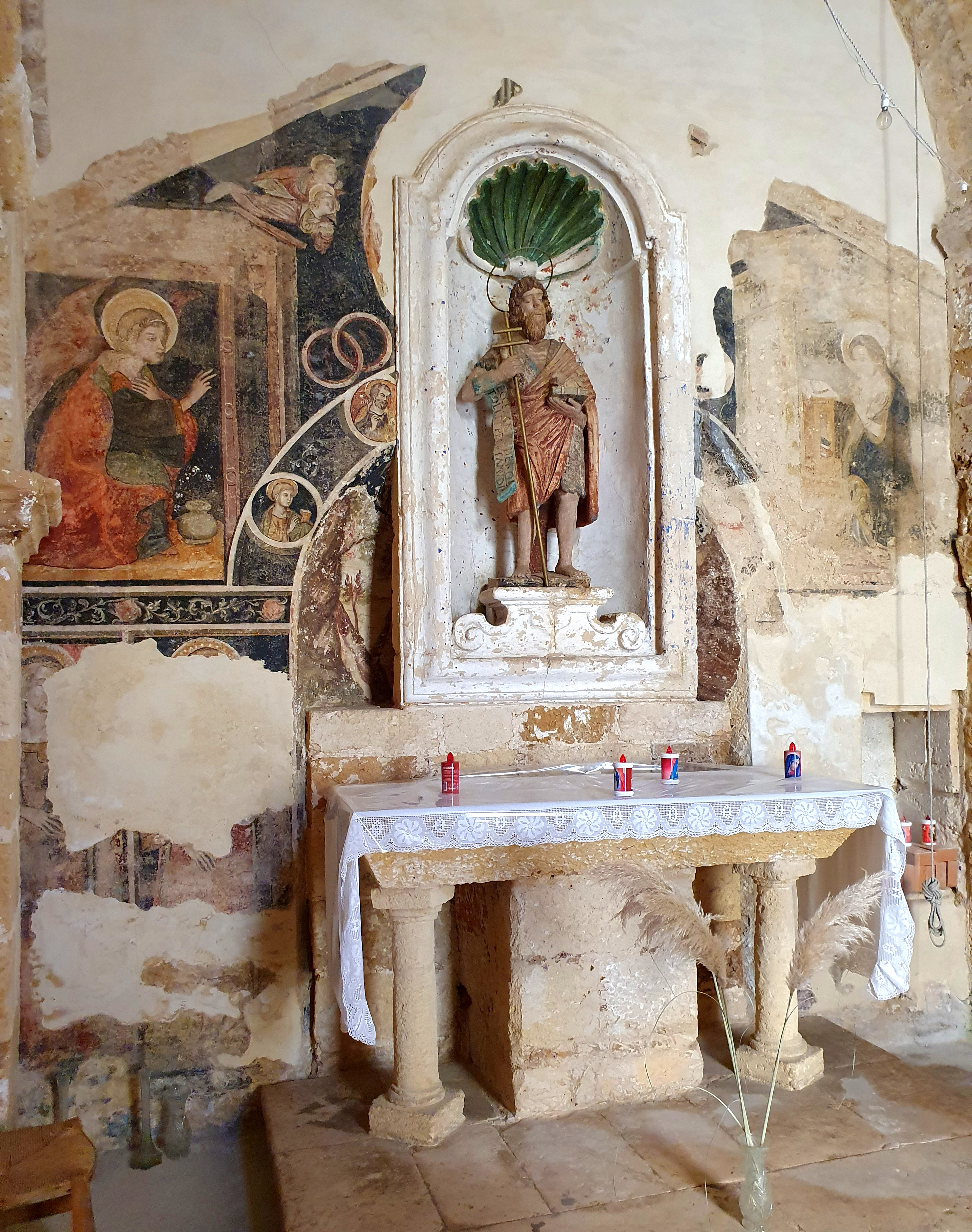
Interno della chiesetta di San Giovanni

#### Chiesa di San Giovanni
È una piccola chiesa risalente al Quattrocento (ma con impianto preesistente) situata nel cuore del centro storico della città. La facciata, molto sobria come il resto dell'edificio, è alleggerita dal portale ad arco a tutto sesto con cornice modanata, e da una piccola finestra rettangolare. Il campanile a vela conserva una campana datata 1634.
L'interno è composto da un'unica navata e le pareti laterali sono arcate a tutto sesto. Una cornice poco aggettante decorata con rosette, ghirlande e rotoli corre continua al di sopra delle arcate. La volta è a botte, decorata in chiave da piccoli elementi vegetali scolpiti a tutto tondo. A sinistra dell'ingresso, sostenuta da una colonnina, vi è un'acquasantiera in pietra, datata al XII secolo (appartenente all'antica cappella), baccellata lungo il bordo superiore e decorata sulle quattro facce da fiori, da una rosetta e da una piccola testa antropomorfa.
L'unico altare, in carparo, consiste in una mensola sostenuta da due colonnine, con la pietra sacrale recante un'iscrizione.
Sulla parete di fondo vi è una nicchia nella quale è collocata la statua in pietra policroma di san Giovanni Battista. Durante i lavori di restauro, su questa parete (che si caratterizza per la presenza di affreschi di elevata fattura datati al XV secolo) si è scoperta la presenza di un arco a tutto sesto, parte dell'abside della chiesa murato probabilmente tra il XVII ed il XVIII secolo.

#### Chiesa dell'Immacolata
Fu costruita subito dopo la proclamazione del dogma dell'Immacolata Concezione, nel 1856, e consacrata dal vescovo di Oria Luigi Margherita il 23 agosto 1869. La sua realizzazione si deve alla munificenza di alcuni nobili. Di tipico gusto neoclassico, la facciata è ripartita da due coppie di semicolonne su lesene di ordine gigante con capitelli corinzi poggianti su alti dadi sporgenti sul marciapiede; è interrotta in basso, al centro, da un portale architravato sormontato da un timpano triangolare sorretto da mensole, al di sopra del quale si apre un lucernario semicircolare, ed è conclusa da un'altra trabeazione a forte aggetto sormontata a sua volta da un timpano triangolare. Sul lato sinistro si eleva un campanile a vela con bifora.
L'interno, restaurato nel 1968, è a croce greca; gli originari sette altari sono stati ridotti nel 1968 a tre: l'altare maggiore, realizzato con marmi pregiati, contiene la statua della Vergine Immacolata e reca nel paliotto lo stemma dei Casalini; gli altri due, ai lati, sono dedicati ai santi Medici Cosimo e Damiano e a Maria santissima Assunta in Cielo.

#### Chiesa di San Biagio

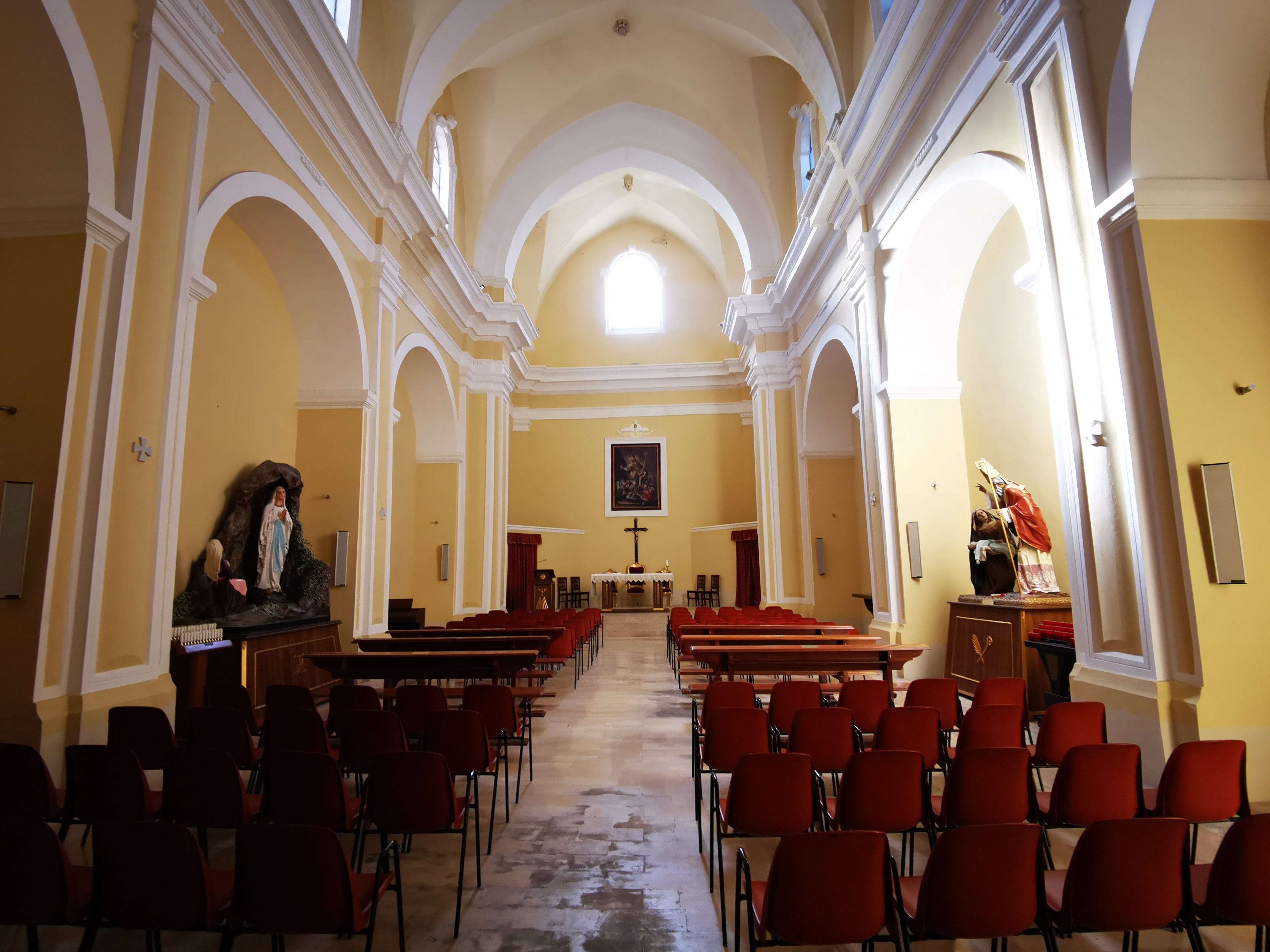
Interno chiesa di San Biagio

Distrutta dal terremoto del 1743, venne ricostruita con annesso il convento dell'Ordine ospedaliero di San Giovanni di Dio che, insieme al "Camberlingo", faceva di Francavilla l'unica città del territorio con due ospedali. L'ordine vi rimase fino al 1866, ma questo convento fino al 1952 rimase meta di pellegrini che venivano dai paesi vicini.
La facciata è priva di timpano, ma intervallata da lesene e da due nicchie ai lati, con un finestrone cieco al centro e divisa verticalmente in due da un cornicione dentellato. L'interno è di tonalità gialla, rettangolare a navata unica, con volta a botte lunettata e retta da pilastri che fanno da cornice alle sei cappelle laterali, conservando le originali linee di barocco.

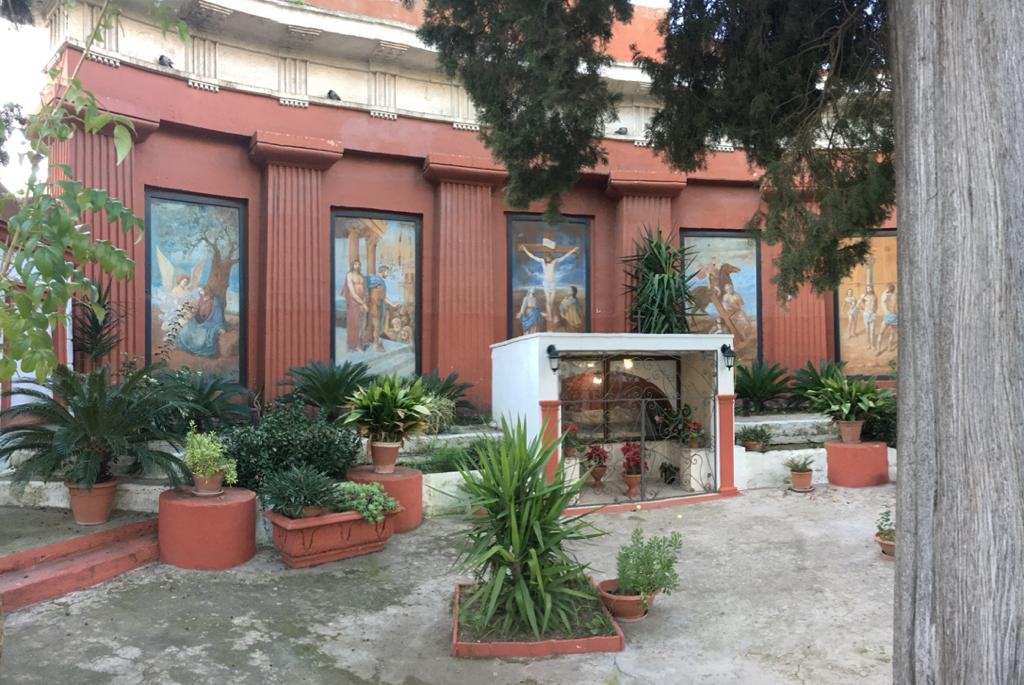
Le cinque pitture presenti nel calvario

#### Calvario
Tra il 1857 e il 1881 venne costruito per devozione da delle famiglie nobili il Calvario, su progetto di Luigi Fumagalli e situato di fronte alla chiesa della Croce. Per commemorare la Passione e Morte di Cristo si erano scelte l'ubicazione fuori dalle mura e, intorno alla tomba, la raffigurazione dei patimenti. La struttura si compone di un'esedra, nella quale si alternano i dipinti (a tempera e ad olio) e delle lesene di ordine dorico, come la trabeazione al di sopra di esse. Al centro, sulla sommità della struttura si trova un piedistallo in conci di tufo, sul quale è posta una statua della Madonna della Croce (opera di Luigi Greco da Ostuni), mentre alle estremità laterali si trovano due celle funerarie. Il tutto è chiuso da un recinto in pietra con inferriate. Qui si svolgeva la Fiera di san Marco il 24 ed il 25 aprile di ogni anno.

#### Altre chiese
Sul territorio sono presenti molteplici altri edifici religiosi, tra i più importanti:
- Chiesa di San Nicola
- Chiesa di Sant'Eligio
- Chiesa dei Sette Dolori
- Chiesa di Santa Maria delle Grazie
- Chiesa del Salvatore
- Chiesa della Santa Famiglia
- Chiesa della Madonna degli Ulivi
- Chiesa di San Lorenzo
- Chiesa di Santa Maria dei Grani

### Architetture civili

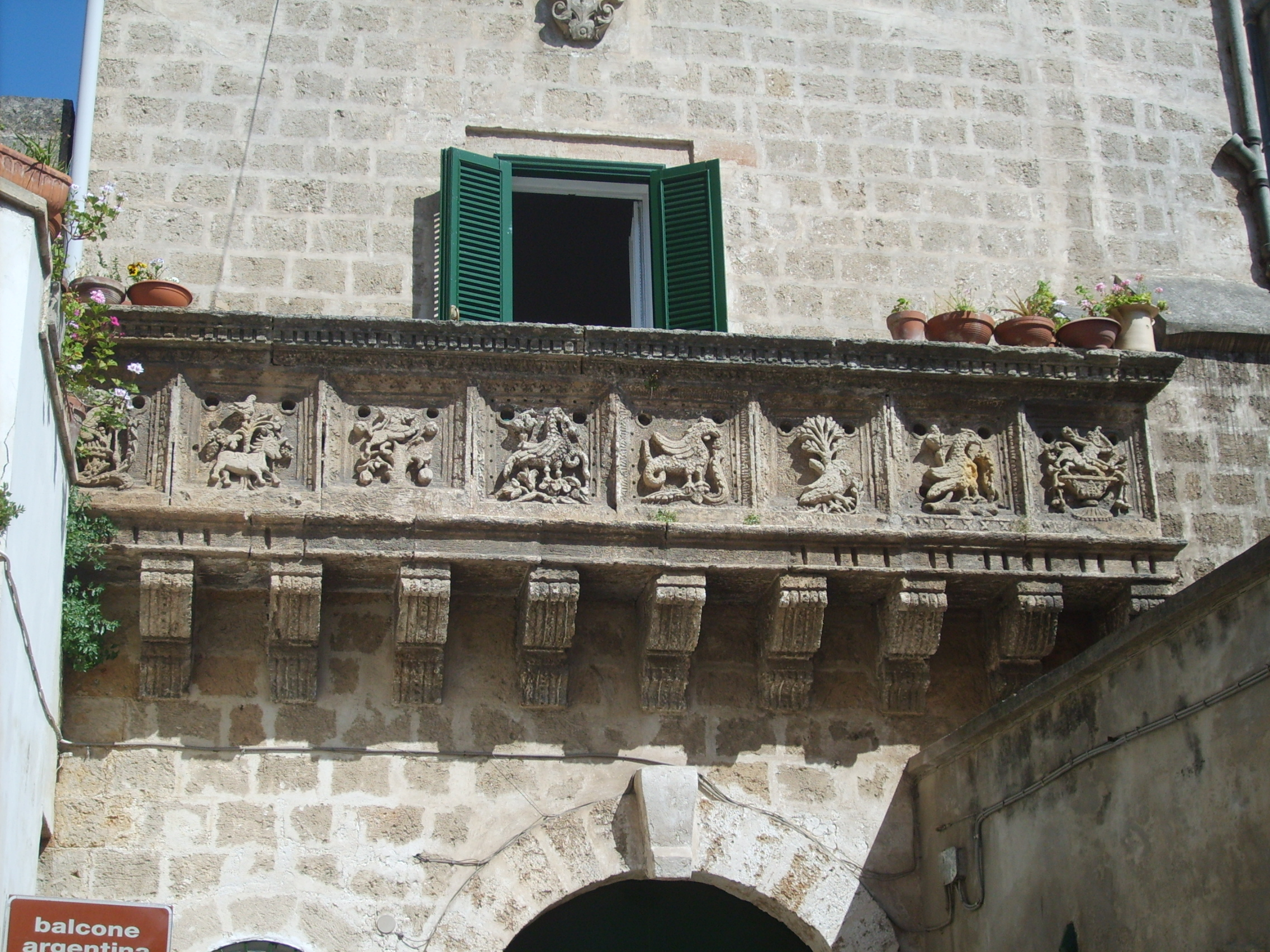
Balcone di Palazzo Argentina

#### Palazzo Argentina
L'edificio ha subito alcune trasformazioni nel corso del tempo, ma mantiene comunque le tipicità delle case rinascimentali, tra cui la corte interna, inquadrata da un grande arco intagliato sorretto da colonne (preceduto da un androne di epoca successiva), e nella quale sono visibili le colonne e le due arcate dell'antica loggia, e soprattutto il balcone del 1400, proclamato monumento nazionale nel 1913; sorretto da nove mensoloni, e composto da riquadri assemblati in carparo finemente scolpiti, caratterizzati da decori che rappresentano animali ed altri soggetti a volte fusi con elementi vegetali.

#### Palazzo Maggi-Scazzeri
Costruito dalla famiglia Forleo-Brayda nella seconda metà del XVIII secolo mostra una facciata dalla struttura longitudinale, abbellita dalle decorazioni delle finestre e, soprattutto, dalla balconata e dal portale, adorni di motivi vegetali e antropomorfi scolpiti in pietra. La finestra centrale del primo piano è compresa tra due pilastri, dai quali fuoriescono due putti che reggono canestri, ed è sormontata da un timpano aggettante spezzato, nella cui lunetta figura lo stemma dei Forleo-Brayda.

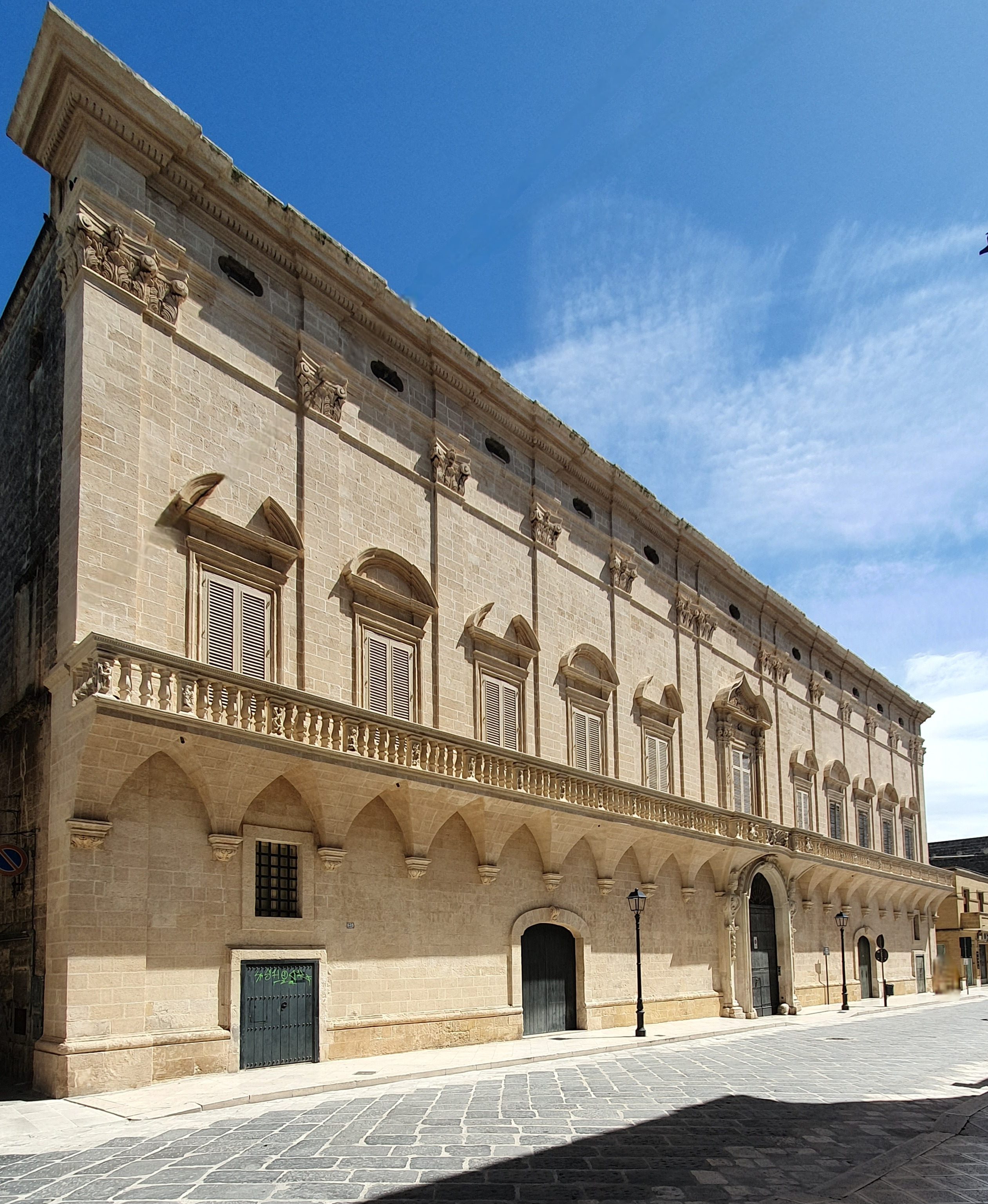
Palazzo Giannuzzi-Carissimo

#### Palazzo Giannuzzi-Carissimo
Tra i più grandi palazzi della città, fu costruito agli inizi del Settecento. Si caratterizza per un'imponente facciata percorsa in tutta la sua lunghezza da una balconata in pietra, decorata da volte, pilastrini, bassorilievi, con al centro due angioletti che reggono una conchiglia.
Il pianterreno è decorato dal grande portale racchiuso da robusti pilastri che si congiungono tramite un arco, formando un corpo unico che si stacca dal prospetto e continua al primo piano. Oltrepassato il portale si accede in un grande cortile, percorso da un ballatoio in pietra su mensole, e decorato sulla controfacciata da un loggiato a tre arcate.

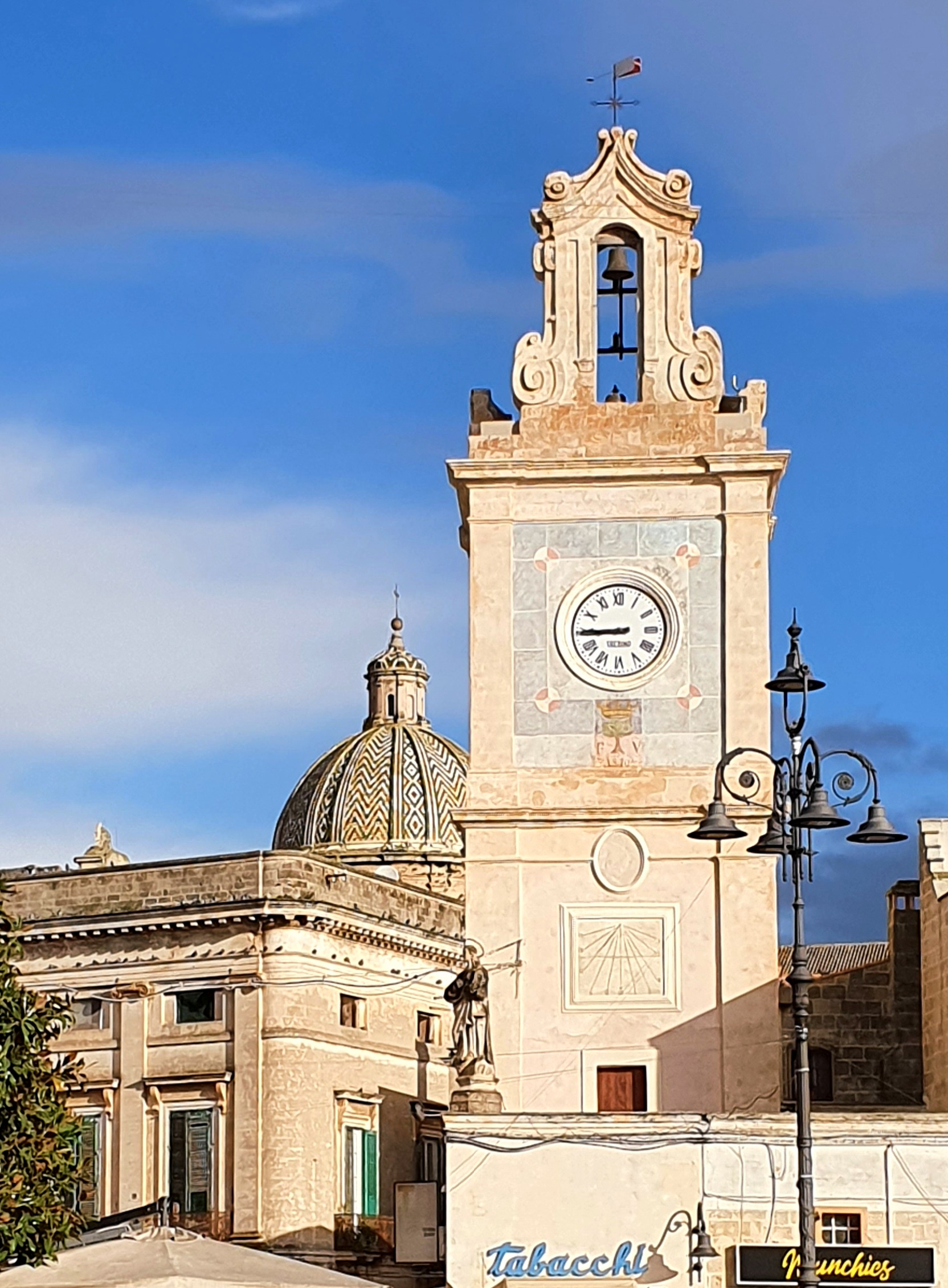
Torre dell'Orologio in piazza Umberto I

#### Torre dell'orologio
In piazza Umberto I svetta la torre dell'orologio, edificata nel 1750 dall'allora sindaco Maurizio Giannuzzi. Anch'esso di accezione barocca, ha una mole squadrata realizzata in tufo carparino, ornata in alto da volute, raggiunge un'altezza di 21 m. Il coronamento è concluso da un torrino-campanile abbondantemente decorato. Sul settore centrale della facciata che guarda Piazza Umberto I, nel 1878 fu collocata una meridiana, mentre sul lato posteriore che guarda verso Piazza Dante è visibile il vecchio orologio a muro composto da piastrelle maiolicate.

#### Altri palazzi
Tra gli altri palazzi presenti in città, da segnalare:
- Palazzo del Sedile
- Palazzo Cotogno
- Palazzo Marrucci
- Palazzo Bianco
- Palazzo Basile - di Castri
- Palazzo Guarino
- Palazzo Caniglia
- Palazzo Barbaro Forleo
- Palazzo Clavica
- Palazzo Salerno
- Palazzo dei Procuratori
- Palazzo Bottari

### Masserie
La masseria è un insieme di edifici rurali adibiti ad abitazioni, riparo per animali e supporto per i lavoratori di aziende agricole.

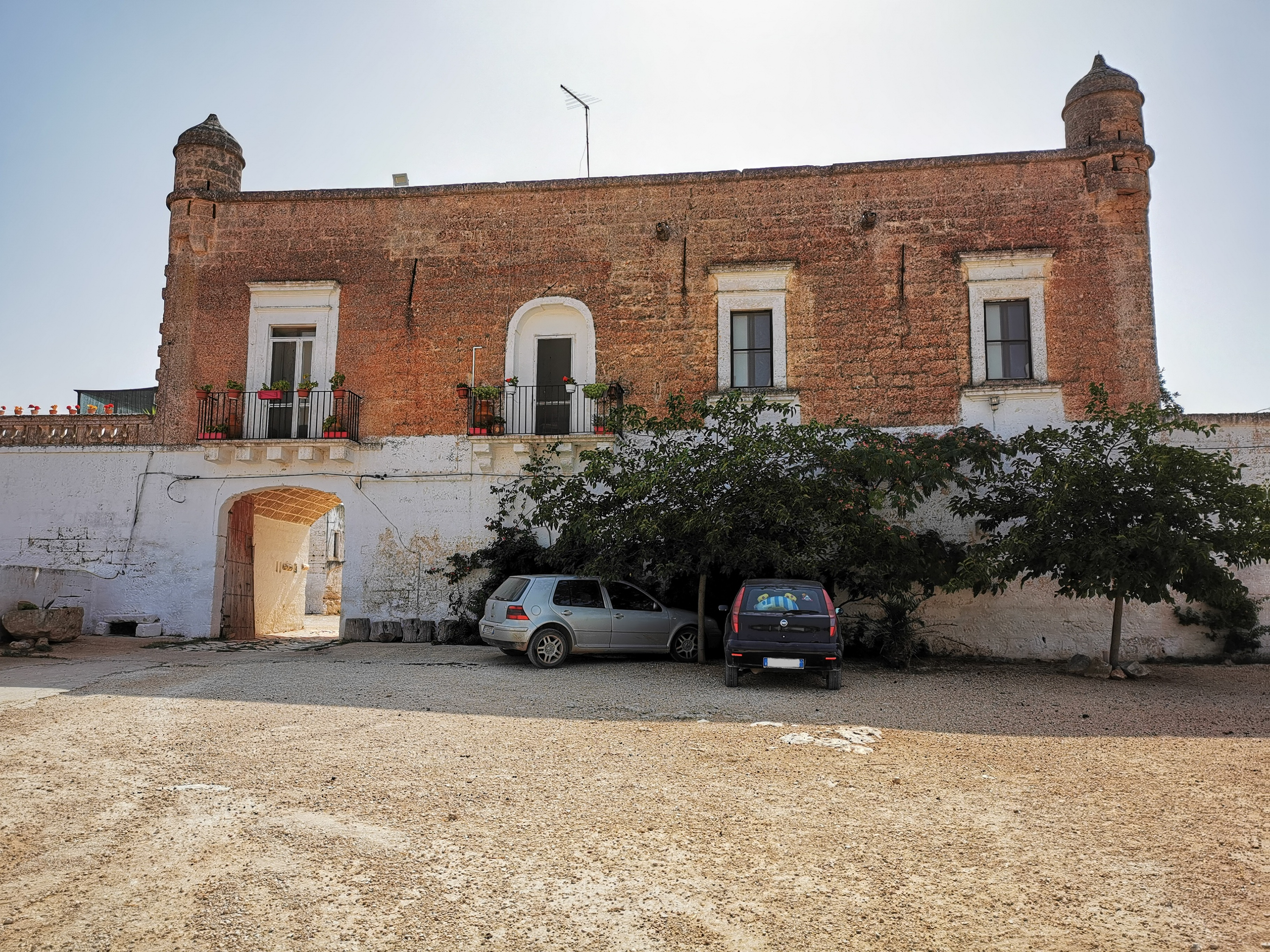
Masseria Feudo Inferiore
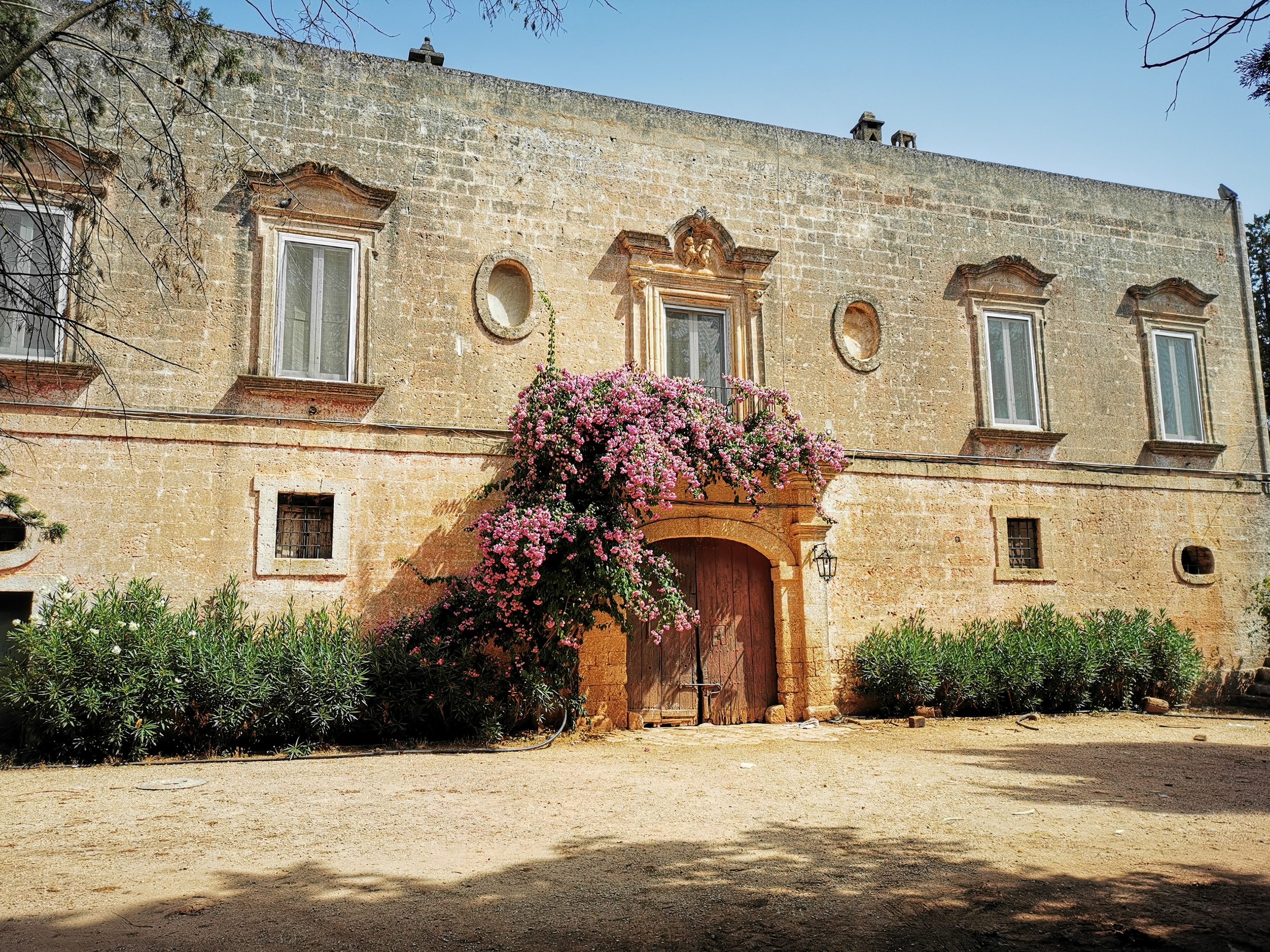
Masseria Cadetto Inferiore
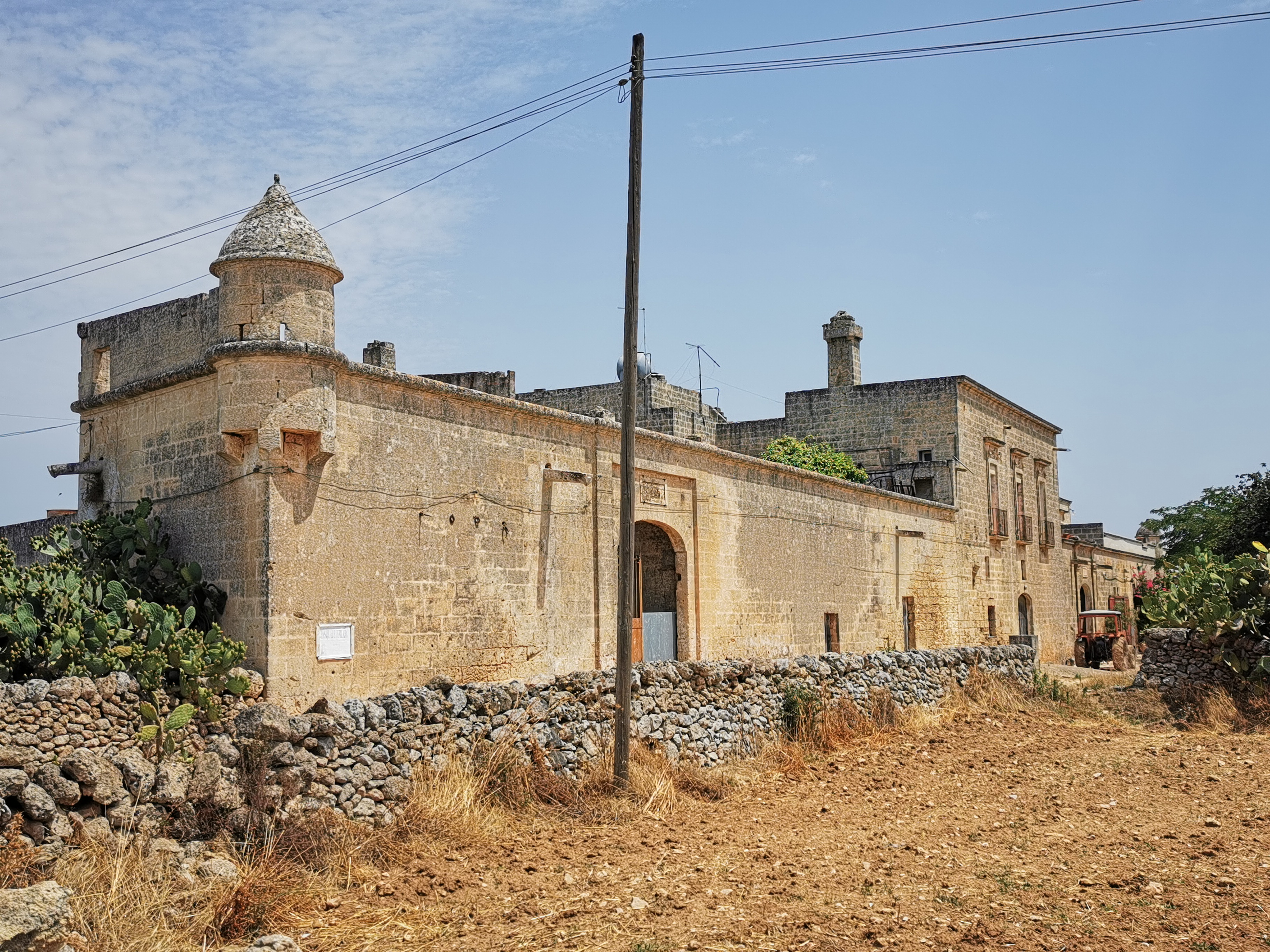
Masseria Santa Croce Inferiore
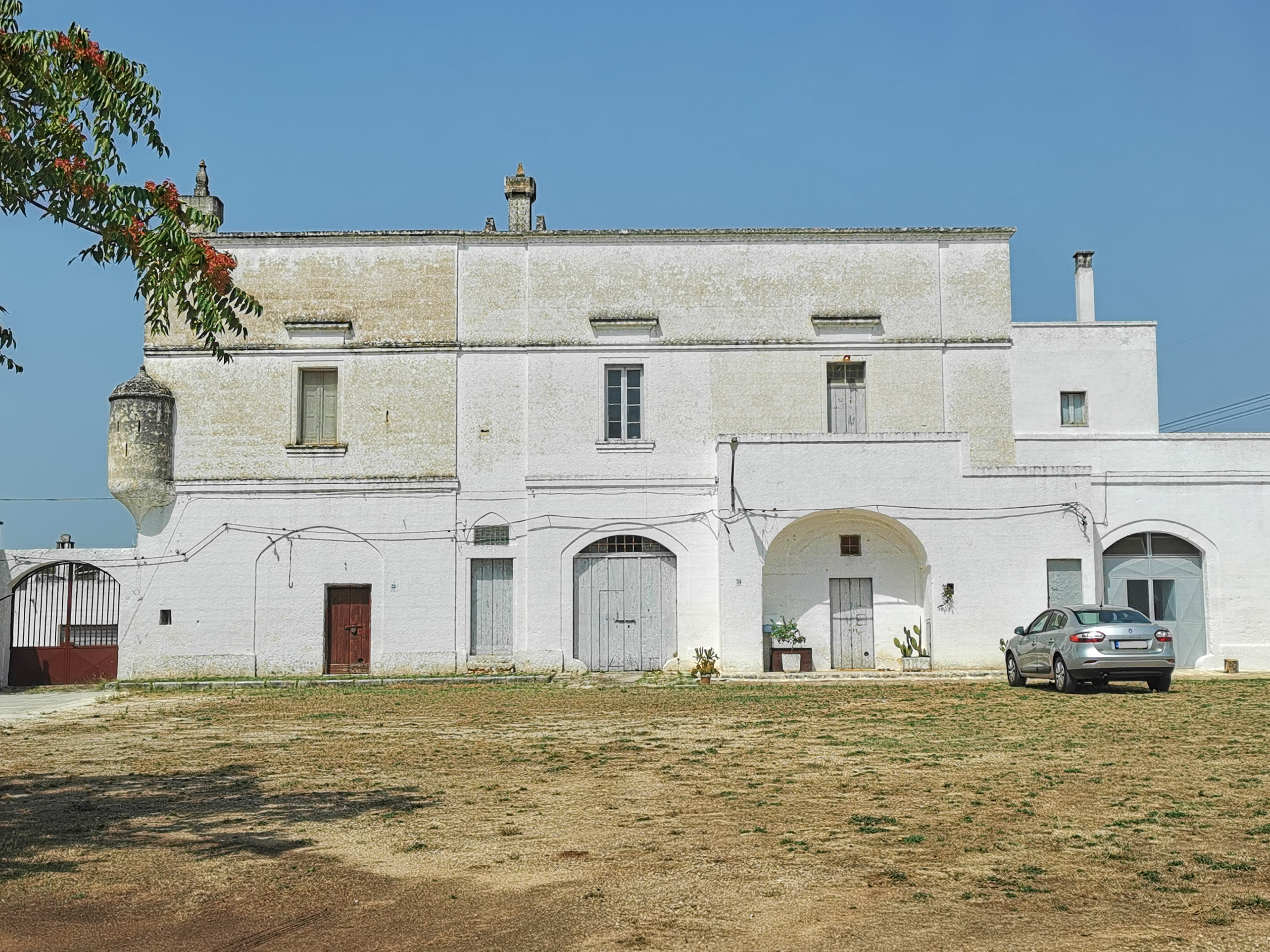
Masseria Cervellera (nel territorio di Francavilla Fontana, ma dichiarata nel comune di Ceglie Messapica)
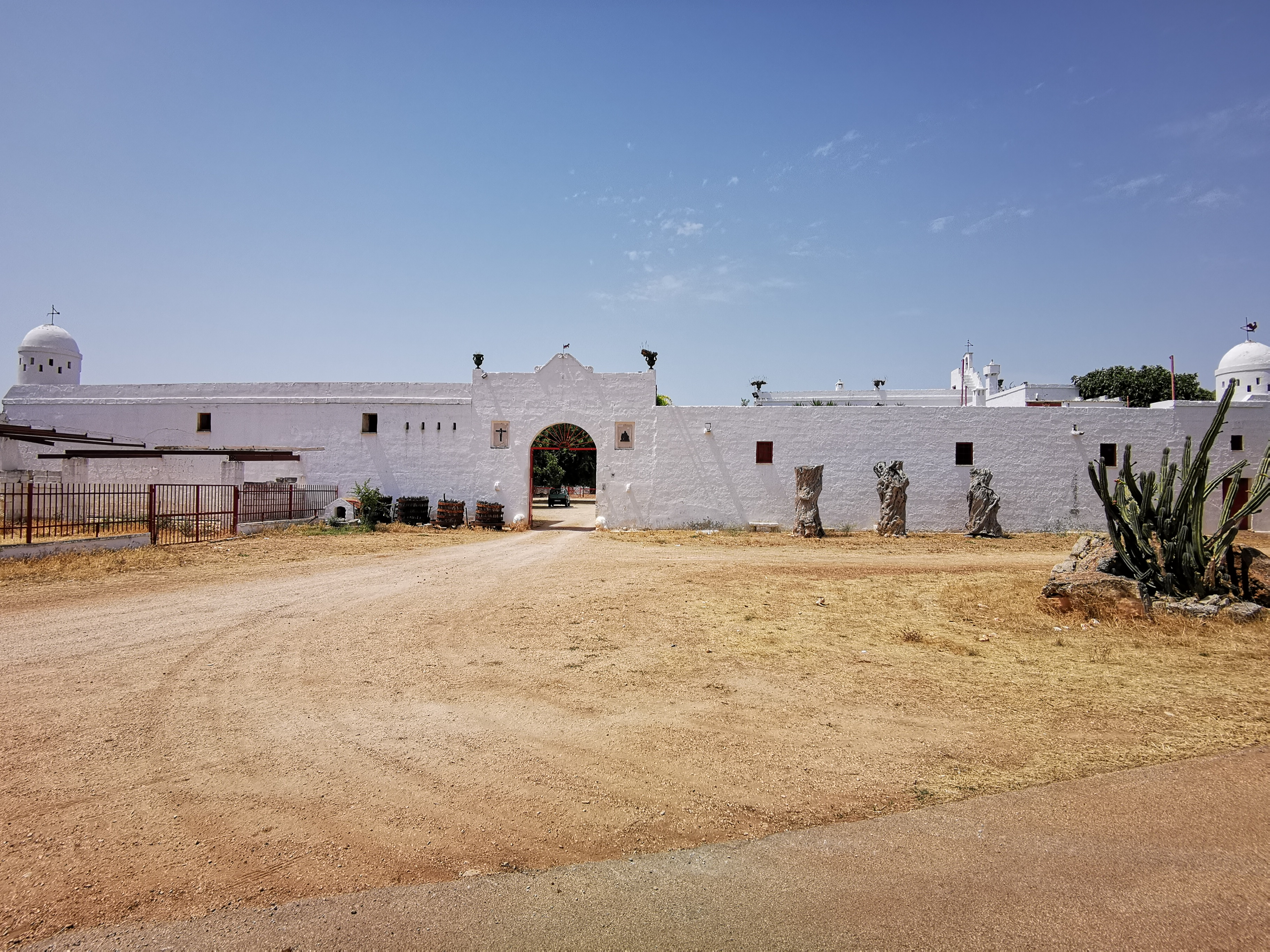
Masseria Viscliglie
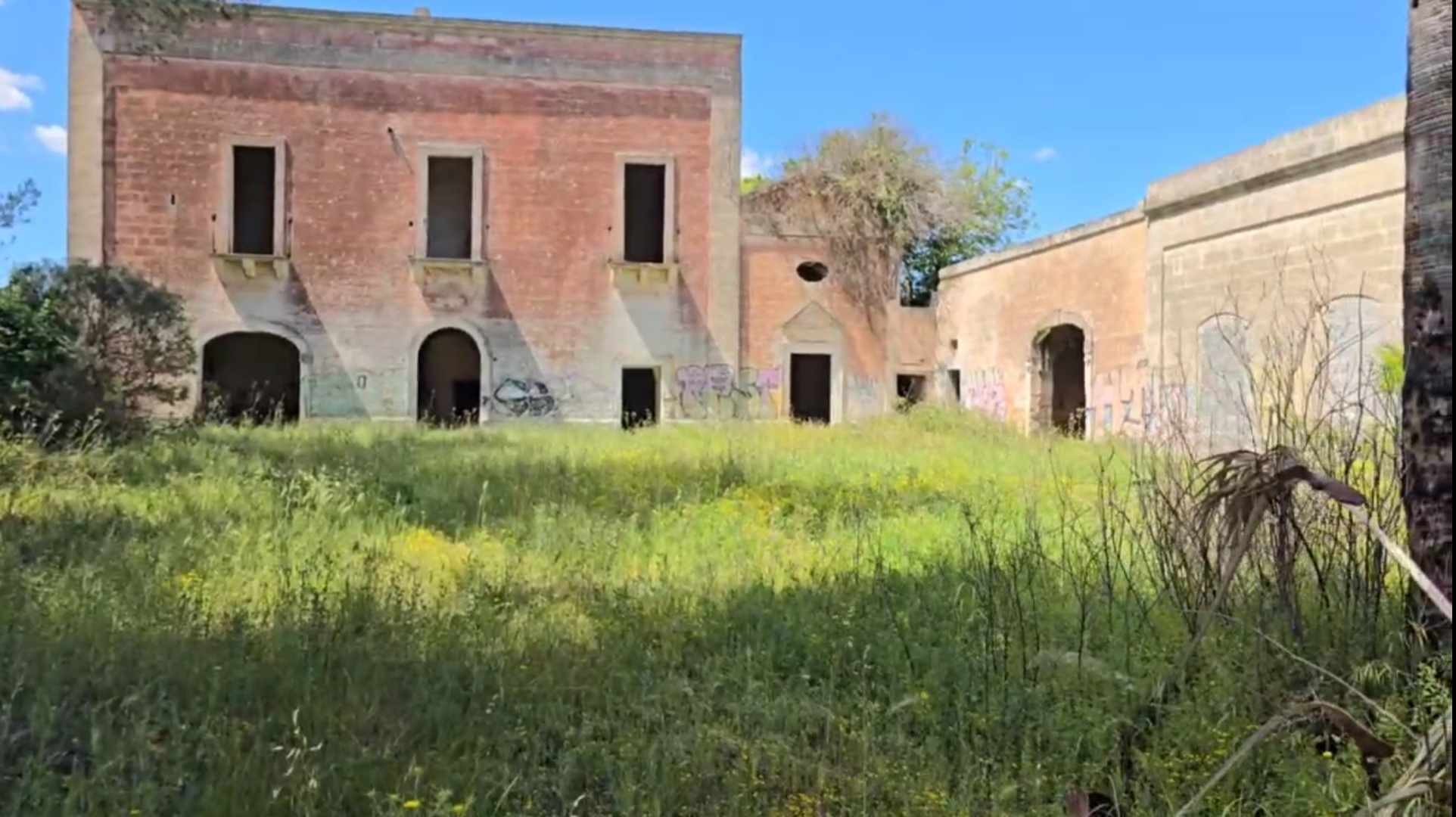
Masseria Fergola

### Architetture militari

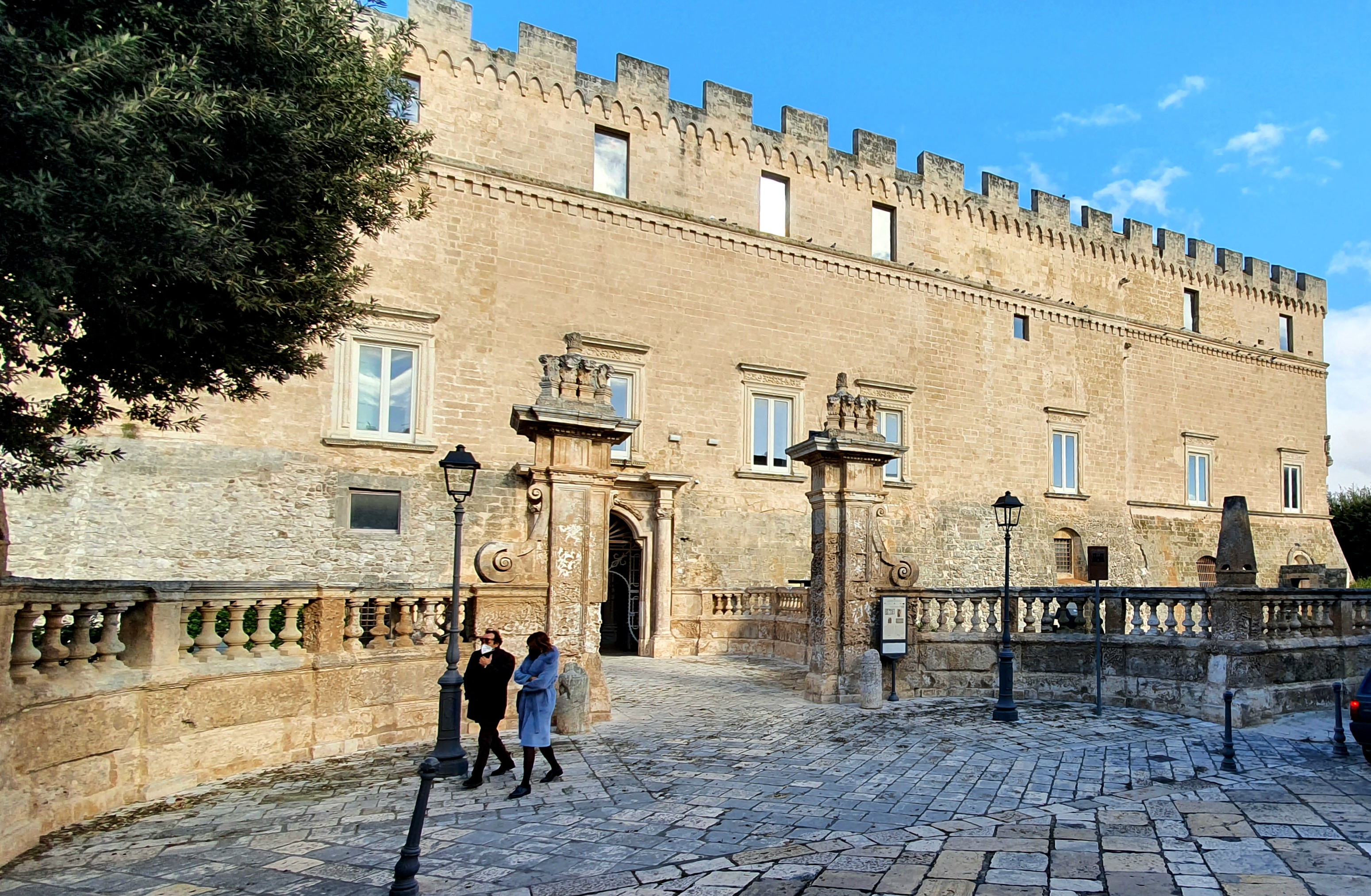
Accesso principale al castello-palazzo in via Municipio

#### Castello Imperiali
Fu il principe Giovanni Antonio Orsini Del Balzo a costruire questo fortino nel 1450, nello stesso periodo in cui consolidò la cinta muraria, come alloggio dei soldati e fortificazione. Ingrandito nel 1536 dal marchese di Oria Bernardino Bonifacio, esigue modifiche sono state apportate dai principi Imperiali agli inizi del XVIII secolo, che gli diedero l'aspetto odierno.
A pianta rettangolare, circondato da fossato, l'esterno è caratterizzato soprattutto da un loggiato barocco, in pietra, con quattro arcate incorniciate da sculture ed affiancate da semicolonne che sostengono una trabeazione con fregio e con cornicione. Altri elementi decorativi sono la cornice marcapiano, che delimita la parte inferiore da quella superiore e, sulla parte superiore, archetti ogivali e merlatura (quest'ultima che, nel corso dei secoli, ha perso la sua funzione militare). Oltrepassato il portale settecentesco, si accede al cortile, abbellito da un doppio colonnato, da un fonte per il battesimo dei fanciulli datato al XIV secolo (proveniente dalla distrutta chiesa angioina) e da un ampio scalone a doppia rampa dà accesso al piano superiore, nelle cui sale, voltate quasi tutte a crociera, semplice o a stella, trovava posto la pinacoteca di famiglia. Tuttora vi sono tele del XVI secolo, segno del mecenatismo dei Bonifacio e alcuni ritratti risalenti al XVIII secolo (Michele Imperiali (senior) e altri). Nella sala dei ricevimenti è posto un camino lo stemma degli Imperiali.

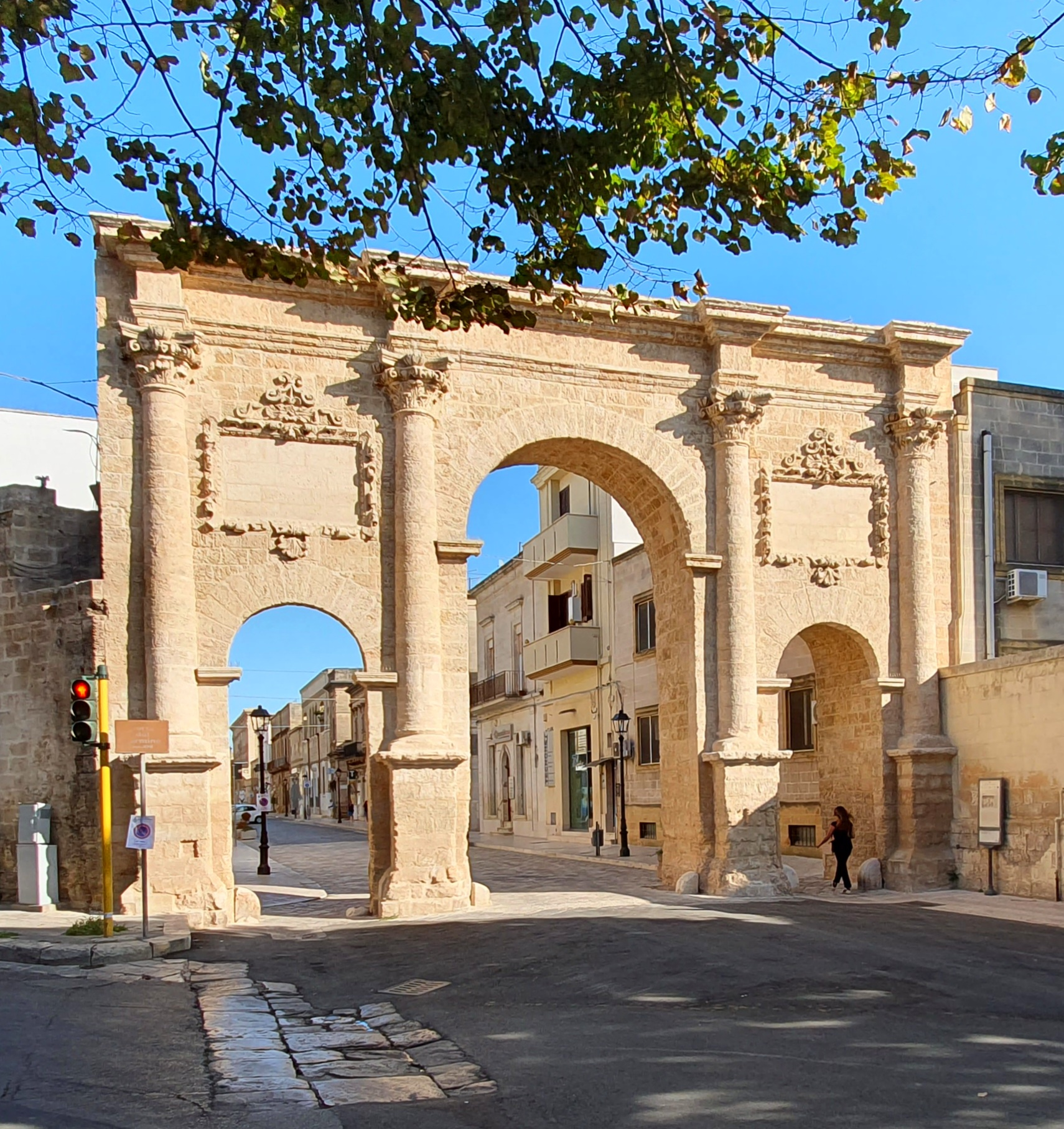
Porta del Carmine

#### Mura
La costruzione della prima cinta muraria della città fu concessa dal principe Filippo di Taranto il 16 novembre 1364; anche se il loro tracciato è ignoto, probabilmente si sviluppavano nelle immediate vicinanze della chiesa matrice. Nel 1455, il nuovo feudatario, Giovanni Antonio Orsini Del Balzo decise di sostituire le vecchie mura angioine con mura più solide, grandi ed articolate. Il 16 marzo 1517 la Regina Giovanna IV concesse la costruzione di una nuova cerchia muraria più larga, dato che il feudo si era notevolmente ingrandito. L'ultima cerchia muraria fu costruita nel settecento, durante il dominio degli Imperiali.
Nel 1838 si ebbe il primo nucleo urbano costruito al di fuori della cerchia muraria, che nel corso di un secolo fu quasi del tutto abbattuta; oggi dell'antica cinta muraria restano solo pochi tratti intorno al centro storico.

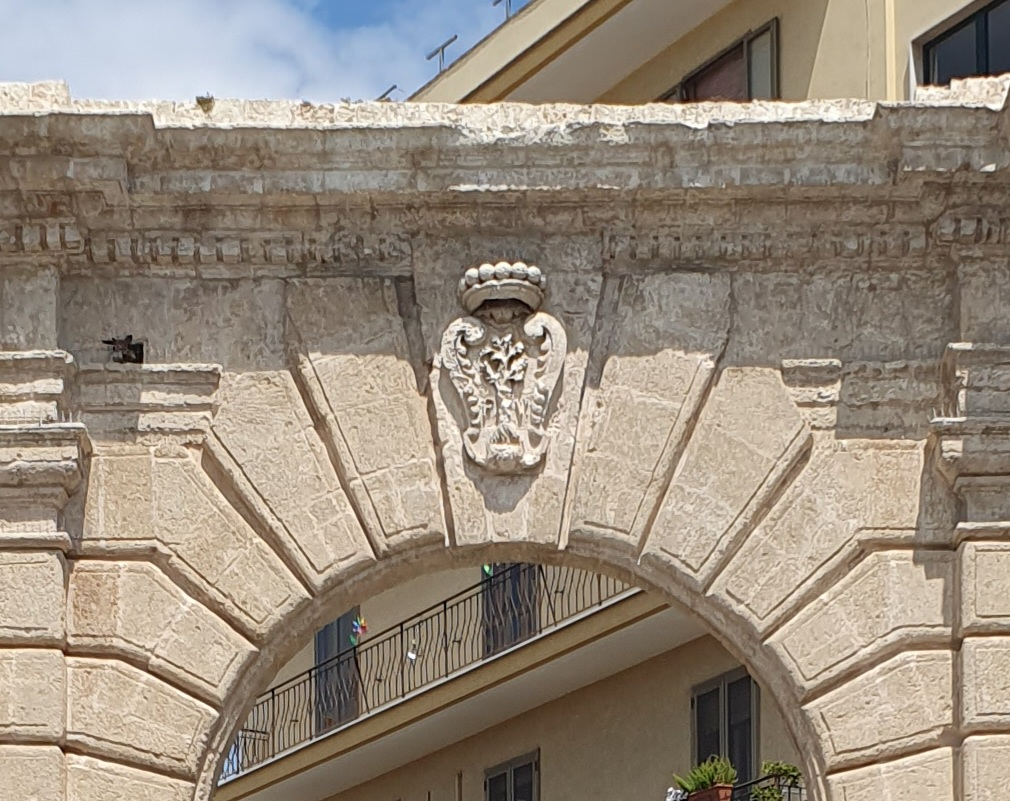
Stemma della città scolpito sul frontone della Porta della Croce

#### Porte
Erano i punti d'accesso della cinta muraria cittadina, la loro costruzione avvenne tra il XVII secolo e la prima metà del XVIII. Nel corso degli anni l'espansione della città ha portato ad un progressivo abbattimento delle porte, lasciandone ai giorni nostri solo tre.
La "Porta del Carmine", edificata dagli Imperiali tra il 1630 ed il 1656, è fortemente monumentalizzata e la struttura a tre fornici l'avvicina ad un arco di trionfo; è forse quella che riveste la maggiore importanza storica, nel corso dei secoli è stata infatti teatro delle esecuzioni capitali e di scontri armati tra i francavillesi e le popolazioni limitrofi. La "Porta della Croce" e la "Porta dei Cappuccini" risalgono invece al XVIII secolo, entrambe costituite da un unico fornice si caratterizzano, la prima, per l'utilizzo del bugnato come rivestimento murario, la seconda, per il timpano semicircolare che la sovrasta.

### Altro

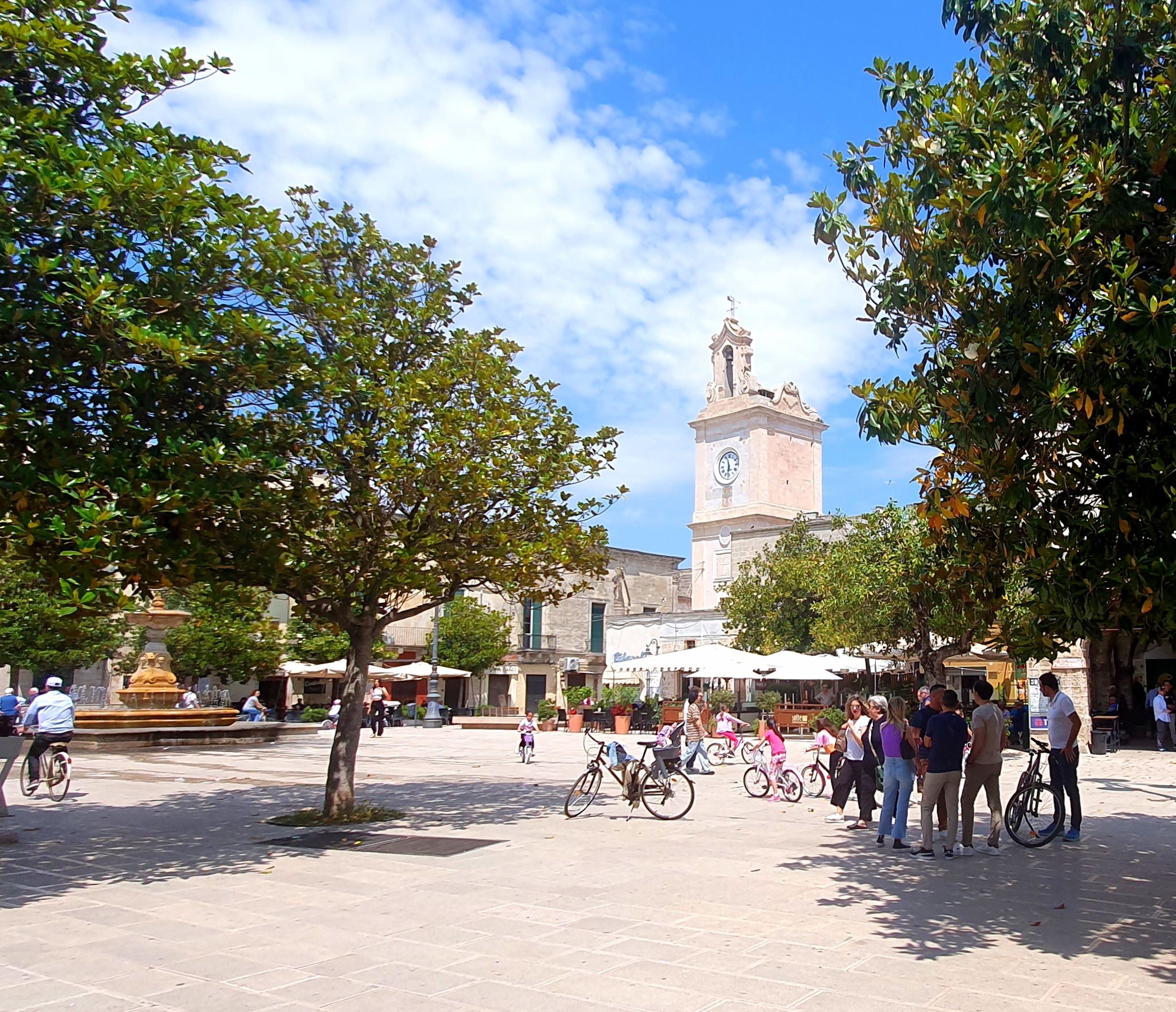
Scorcio di Piazza Umberto I

#### Piazza Umberto I
È il luogo centrale dell'attuale tessuto urbano, crocevia delle principali direttrici cittadine. La piazza era l'antico "Foggiaro" cioè il luogo delle fogge, cisterne interrate dove venivano depositate le derrate alimentari. Dell'antica piazza oggi restano i portici, risalenti al 1750, in cui spiccano ai quattro angoli le statue di sant'Irene, san Carlo Borromeo, della Vergine Immacolata e della Madonna della Fontana. Inoltre è sovrastata dalla torre campanaria, risalente al 1750, alle cui spalle si apre Piazza Dante.

#### Frantoio ipogeo
Attigua alla piazza Umberto I vi è l'area adibita a mercato coperto realizzato intorno al 1910. Nel piano sottostante è stato completamente individuato un antico frantoio ipogeo, tenuto in attività per alcuni secoli dal Capitolo ecclesiastico. Dopo l'unità d'Italia, il manufatto fu acquisito dal Comune che a sua volta lo tenne in funzione fino al 1902 circa.
- Via Roma; un tempo chiamata via Carmine,[79] è una delle vie più rappresentative del centro antico; inizia dalla Porta del Carmine e termina in Piazza Umberto I. Su questa strada si affacciano i più grandi palazzi storici francavillesi risalenti perlopiù al Seicento e al Settecento.
- Via Michele Imperiali; è una delle strade più lunghe e antiche della città. Inizialmente arrivava fino all'incrocio con Via Regina Elena, ma successivamente è stata prolungata fino al convento dei Carmelitani.[80]

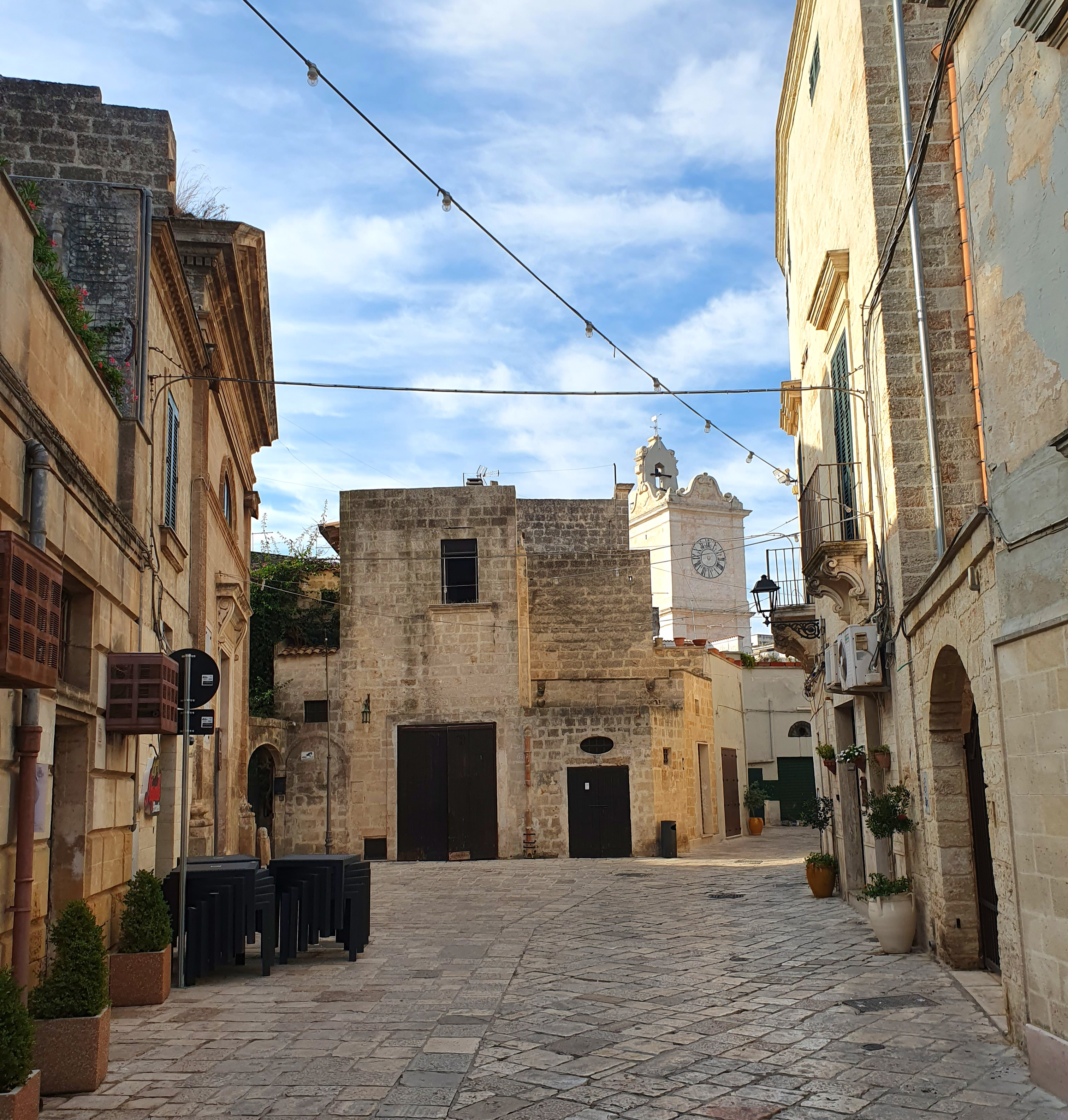
Vista di via San Salvatore

- Via San Giovanni; è il fulcro del centro storico (le prime case del borgo medievale si sono sviluppate intorno a questa strada) e si snoda da un lato di Piazza Dante sino a via Municipio, esattamente di fronte all'ingresso principale del castello. Lungo questa via si aprono numerose stradine e vicoli.
- Corso Umberto I; anticamente nota come via Castello,[81] fiancheggia la parte più antica del centro storico e conduce direttamente all'omonima piazza. Su di esso si affacciano il lato est del castello, oltre a vari palazzi barocchi e neoclassici, tra cui il palazzo Maggi-Scazzeri.

### Siti archeologici

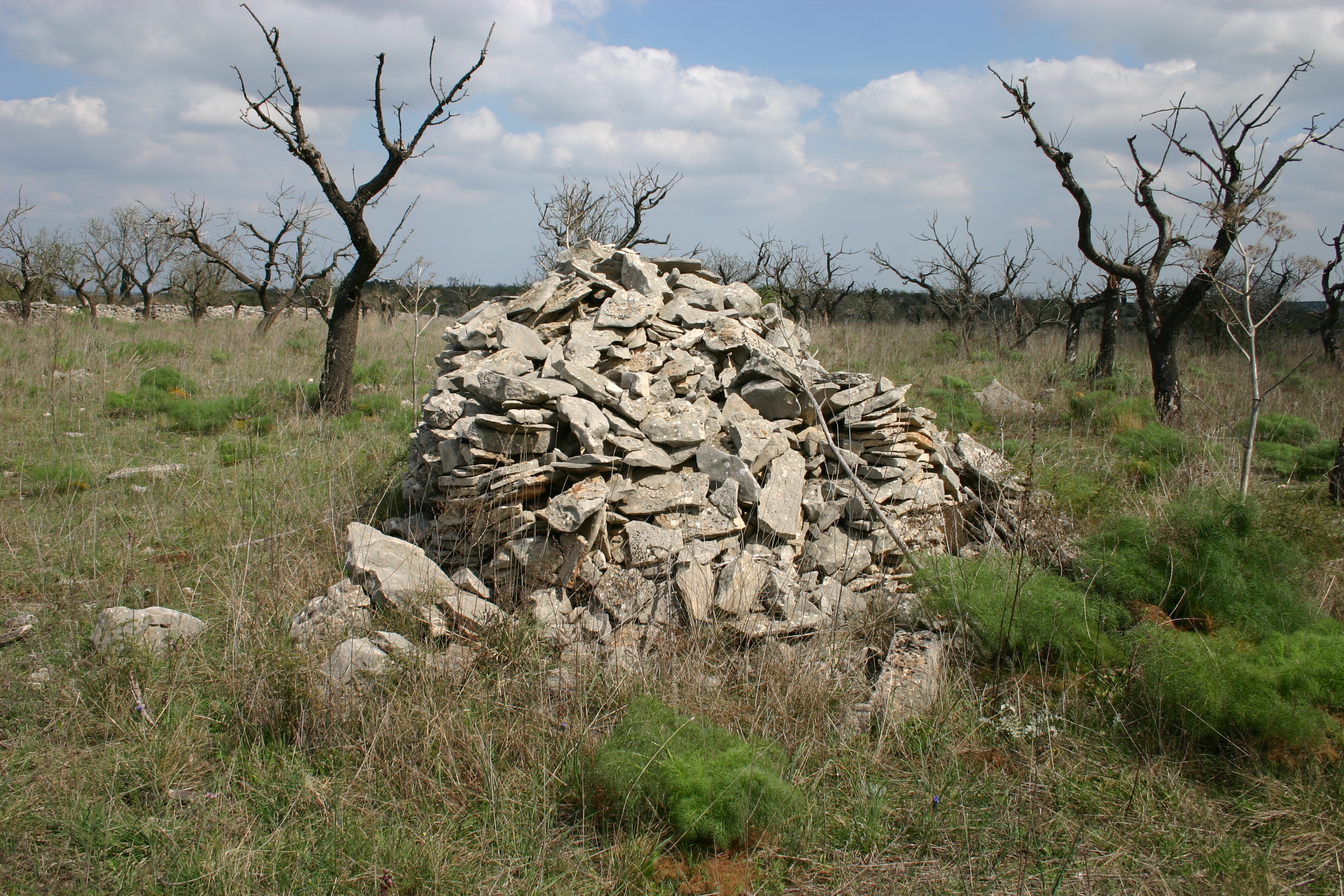
Una specchia

Lungo la strada che conduce al vicino centro di Ceglie Messapica, a 8 km dal centro abitato, si trova una delle numerose specchie presenti nel territorio: la specchia Miano. È una tipica costruzione messapica in pietra a secco, ancora ben conservata. Ha pianta circolare di circa 20 metri di diametro ed è alta 11 metri, è costituita da sei gradoni concentrici di varia altezza, che dovevano terminare con una torretta. È ancora incerto se questi megaliti fungessero da monumento sepolcrale o da torre di vedetta.
Resti archeologici di necropoli messapiche sono rintracciabili in varie contrade.
Inoltre, a pochi chilometri dal centro abitato, si trovano resti di insediamenti rupestri religiosi utilizzati dai monaci bizantini basiliani. I meglio conservati sono la cripta di San Lino, situata nei pressi della masseria Caniglia, lungo la strada che porta a San Vito dei Normanni e avente affreschi di santi dipinti tra il XV ed il XVI secolo e la cripta di Santa Croce, che si trova sotto la cappella dell'omonima masseria, anch'essa con tracce di affreschi e databile al XII secolo.

### Aree naturali

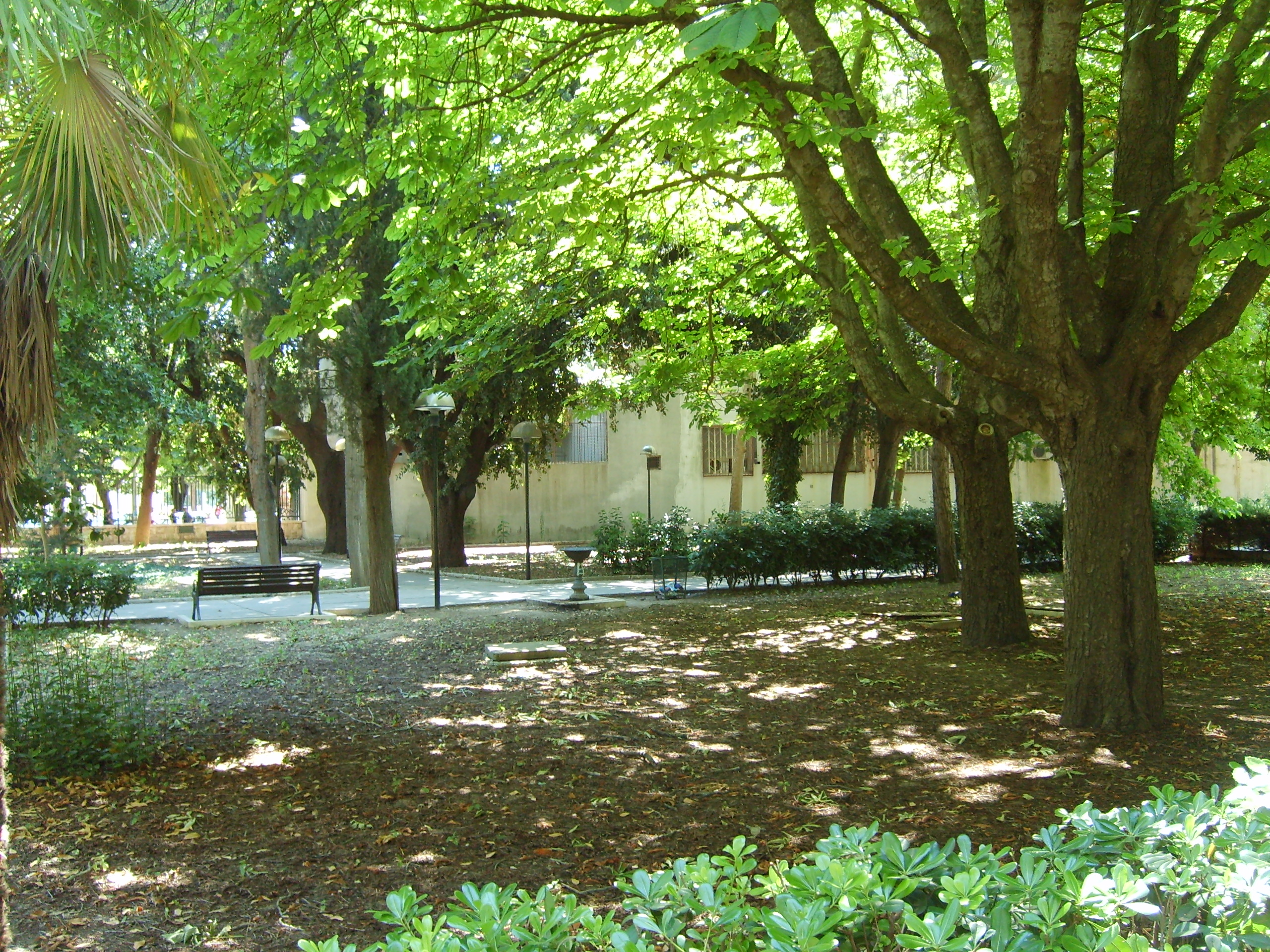
Scorcio della villa comunale

#### Giardini pubblici
- La villa comunale è la più grande area verde della città. È compresa tra viale Vincenzo Lilla e la parallela via Luigi Raggio, coprendo un'area di circa 28500 m².[86] All'interno vi sono numerose varietà di alberi e piante (tra cui alcuni esemplari di querce e lecci secolari), un parco giochi per bambini ed un teatro aperto costruito in epoca recente. Nel 1969 fu scoperta una tomba messapica risalente al IV-III secolo a.C.[87]
- Parco comunale Bosco Bottari

Nei pressi della provinciale Francavilla-Ceglie si estende, su una superficie di 32 ettari, l'area del Parco comunale Bosco Bottari, incluso nella lista dei Siti di Importanza Provinciale. Il bosco è interamente delimitato da muri a secco ed è distribuito su un territorio omogeneo, di natura rocciosa, con dislivelli dovuti alla presenza delle caratteristiche lame. Vi vegetano alberi quali il leccio, il fragno e la roverella, tre delle dieci specie di quercia osservabili in Puglia. Il sottobosco, molto ricco e variegato, è caratterizzato dalla presenza degli arbusti tipici della macchia mediterranea; abbondano la fillirea, l'oleastro e il lentisco, e sono presenti diffusamente anche l'alaterno, il terebinto, il mirto, il perastro, il biancospino, il viburno ed il prugnolo.
- Tra gli altri boschi presenti nel territorio, degno di nota è il Bosco Monacelle: si estende su una superficie di 10 ettari ed è composto da abbondante macchia mediterranea.

#### Grotte
Trovandosi su un terreno carsico, il territorio francavillese presenta numerosi fenomeni carsici. Lo testimoniano le numerose grotte di grandezza medio-piccola presenti su tutto il territorio. Tra le più conosciute e studiate dagli speleologi vi sono la grotta Specchia Tarantina e la grotta Bax; pur non essendo abbastanza grandi, hanno una struttura piuttosto complessa: Specchia Tarantina è divisa in cinque camere, che si aggirano tra i 10 ed i 20 metri di profondità. La grotta Bax, situata nell'omonima contrada, è più piccola e raggiunge una profondità massima di 7 metri. In entrambe le grotte sono stati scoperti segni di frequentazione umana durante il periodo Preistorico.
Inoltre si registra la presenza di inghiottitoi, lame e voragini. Tra queste, degne di nota sono la lama di Drago, la voragine di Palmo.

## Società

### Evoluzione demografica
Abitanti censiti

Nella tabella si nota l'evoluzione del numero della popolazione residente a Francavilla dal 2002 al 2007.
| Anno | Residenti | Variazione |
| ---- | --------- | ---------- |
| 2002 | 36 269    |            |
| 2003 | 36 246    | -0,1%      |
| 2004 | 36 337    | 0,3%       |
| 2005 | 36 372    | 0,1%       |
| 2006 | 36 469    | 0,3%       |
| 2007 | 36 580    | 0,3%       |

### Etnie e minoranze straniere
Al 31 dicembre 2020 nel territorio comunale si registra la presenza di 525 stranieri regolari (245 maschi e 280 femmine) pari circa all'1,2% della popolazione francavillese. La più grande comunità è diventata negli ultimi anni di gran lunga quella rumena.
Di sotto si riportano le nazionalità più consistenti:
- Romania: 191 (58 maschi e 133 femmine)
- Cina: 57 (30 maschi e 27 femmine)
- India: 27 (8 maschi e 19 femmine)

### Lingue e dialetti
Il dialetto francavillese è una variante del dialetto brindisino (dialetto salentino settentrionale) che riceve influenze da parte dei dialetti di transizione apulo-salentini. Alcune delle sue caratteristiche che la differenziano dal brindisino sono i verbi che, nel modo infinito, sono accentati tutti sull'ultima sillaba (ad esempio dormire diventa turmè, andare diventa šcè, suonare diventa sunà, ecc.). Gli aggettivi "vostra" e "nostra" diventano "vòscia" e "nòscia", come nel dialetto leccese, mentre la lettera v scompare in parecchie occasioni: come in "bravo" diventa "bbràu"; "scrivete" diventa "scriìti"; "stavano" diventa "štàunu". La lettera l si trasforma in d in più di un'occasione (ad esempio il termine con cui si fa riferimento ai piccoli chiodi detto in dialetto salentino siminzèlli diventa siminzèddi; la stessa "Francavilla" diventa "Francaìdda") mentre nel parlato alcune parole non hanno il finale in u o i (tipiche caratteristiche dei dialetti salentini), ma in o oppure in e (ad esempio il termine dimenticato detto in dialetto salentino šcirràtu / scurdatu diventa šcirràto / scurdato; saziato detto in dialetto salentino bbinchiàtu diventa bbinchiàto; il pane detto in dialetto salentino lu pàni diventa lu pàne). Anche qui, inoltre, come nel resto della soglia messapica, vi sono infiltrazioni del napoletano.

### Religione
La religione più diffusa sul territorio è il Cristianesimo nella confessione cattolica, praticato nell'area già intorno al IX secolo nelle grotte situate lungo le sponde del Canale Reale. La storia stessa della città gravita attorno ad un avvenimento legato alla fede cristiana; in tutto il centro abitato (già dal Medioevo), sono state costruite chiese, cappelle votive e piccole edicole per rafforzare e tener viva la religiosità cittadina. Attualmente Francavilla rientra nella giurisdizione episcopale della Diocesi di Oria e venera come suoi santi compatroni san Carlo Borromeo, santa Irene, l'Immacolata Concezione e la patrona Maria santissima della Fontana.
Il territorio comunale è suddiviso in nove parrocchie, la più grande delle quali, dal punto di vista delle persone registrate negli elenchi, è la parrocchia della chiesa del Carmine, avente 7.650 fedeli.
Tra le minoranze religiose vi è il movimento dei Testimoni di Geova, affermatosi negli ultimi trent'anni, una comunità cristiana evangelica battista, che ha anche un proprio luogo di culto e, come diretta conseguenza dell'immigrazione, sono presenti, inoltre, minoranze di ortodossi e musulmani.

### Tradizioni e folclore

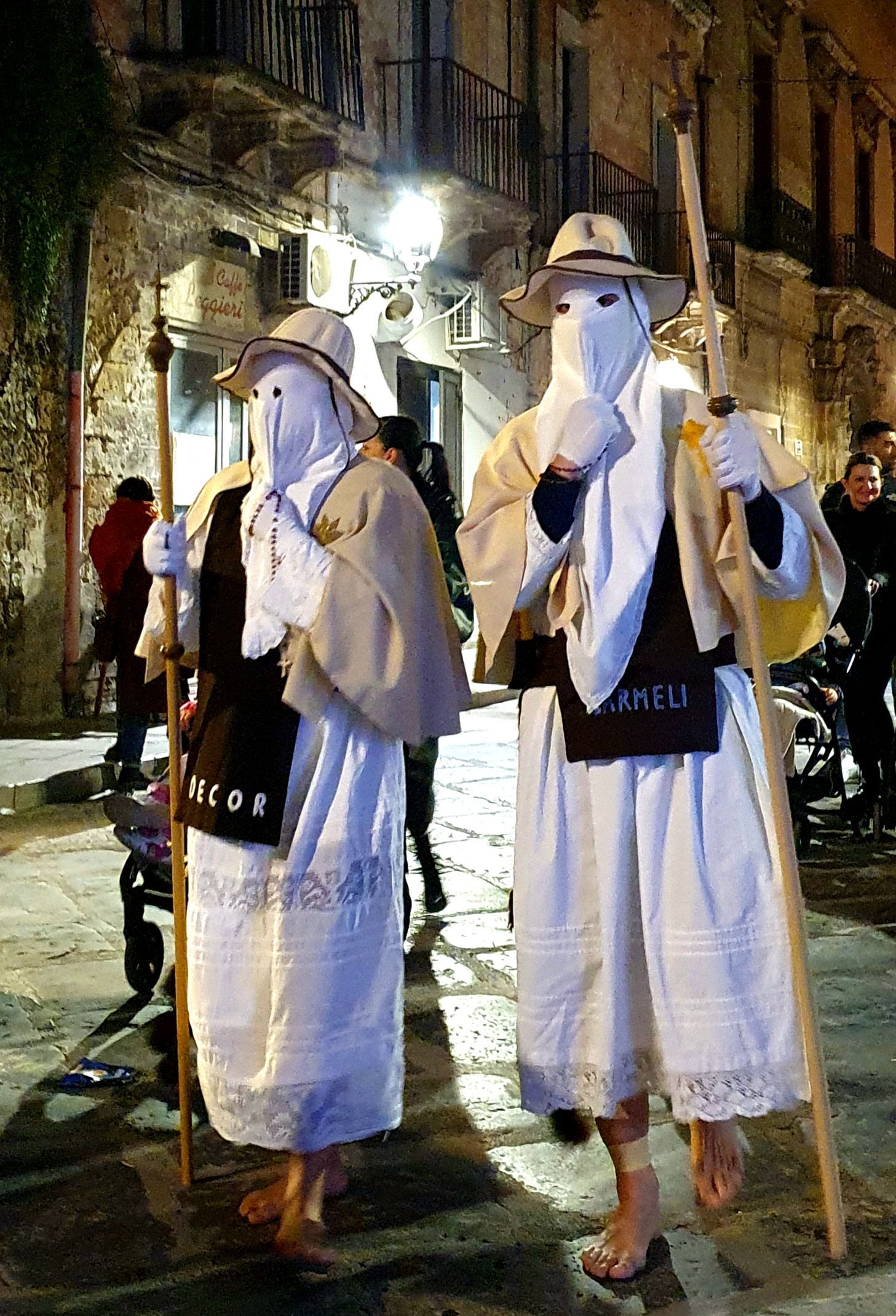
Pappamusci

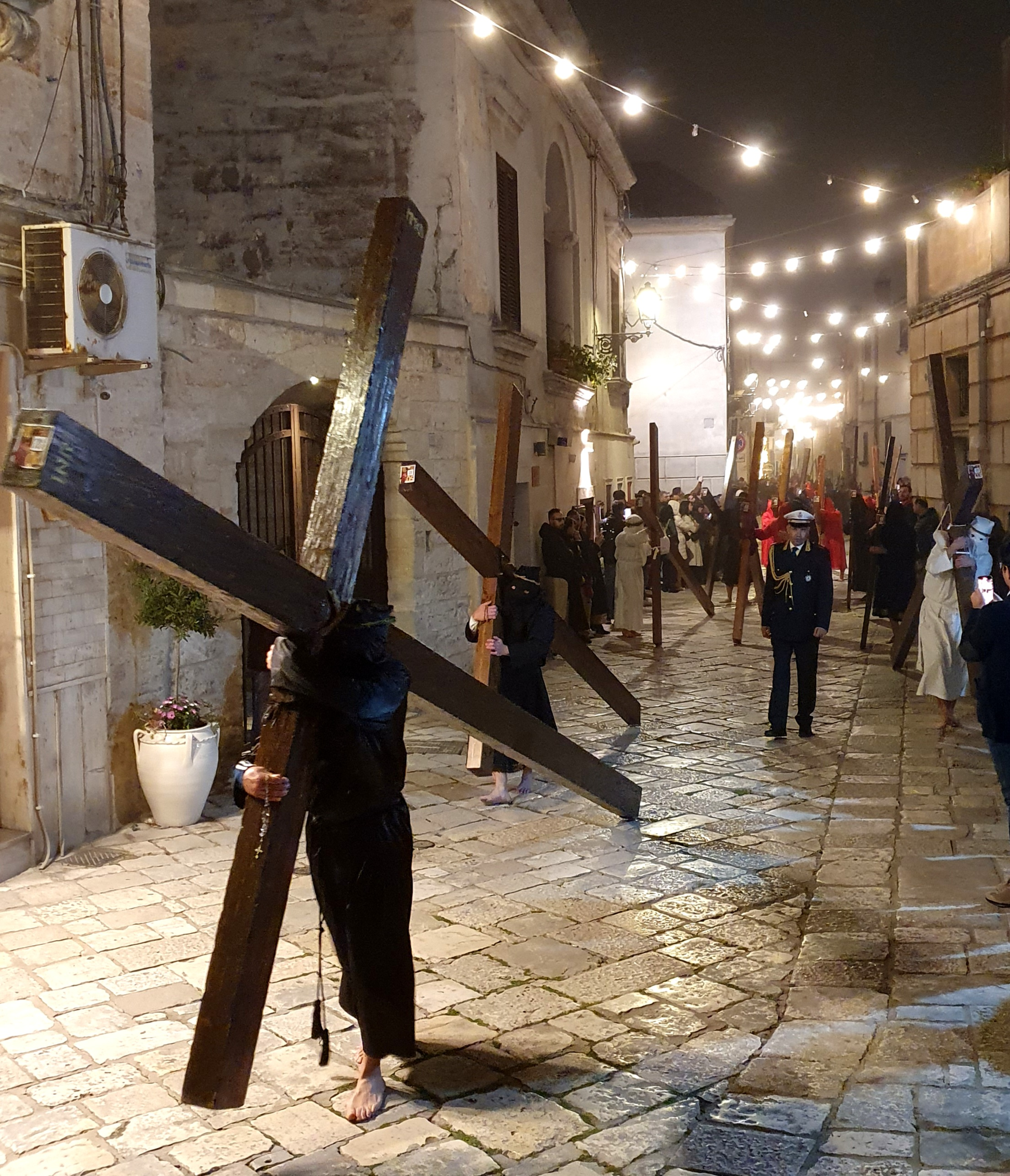
Pappamusci cu lli trai

#### I riti della Settimana Santa
I riti della settimana santa, tra i più famosi e caratteristici in Puglia, sono momenti di intensa religiosità popolare, vissuti con partecipazione dall'intera comunità francavillese, Le manifestazioni per ricordare la Passione e la morte di Cristo hanno radici profonde nel tempo, in quanto, sono da far risalire all'epoca della dominazione spagnola nell'Italia meridionale, tuttora si possono riscontrare molte affinità con quelle di alcune città della Spagna come Siviglia e Cordova.
La processione dell'Addolorata (venerdì precedente la Domenica delle Palme) sancisce l'inizio delle celebrazioni: l'Arciconfraternita dell'Orazione e Morte sfila in processione portando in spalla la statua della Madonna Addolorata, i cui abiti furono donati dalla viscontessa spagnola Carmela Brost.
La Domenica delle Palme rami d'ulivo, portati dai fedeli, vengono benedetti al di fuori delle chiese dai sacerdoti. Successivamente sfila in processione la Confraternita del Carmine.
Il mercoledì Santo i ragazzi girano per le strade con baldacchini decorati con fiori e alla base vi troviamo un praterello di grano anemico, questi sono più comunemente chiamati "piatti". I ragazzi procedono per le case dicendo "Cce ti piaci lu piattu mia?"(trad. "Ti piace il mio piatto?"), al termine della giornata i "piatti" vengono portati nelle numerose chiese di Francavilla, dove resteranno per i giorni del Triduo Pasquale.
Nel tardo pomeriggio del Giovedì santo si avvia il pellegrinaggio ai "Sepolcri" (Repositori) dei "Pappamusci", confratelli della Confraternita del Carmine, che vestiti con un saio bianco, scalzi, incappucciati e con un bastone nella mano destra, camminano lentamente ed a coppia lungo un percorso oramai secolare. Quando le coppie di Pappamusci si incrociano, si salutano battendo il bastone per terra e ponendosi di fronte gli uni agli altri simulano un abbraccio portandosi con forza le braccia al petto. Il termine "Pappamusci" sembra derivare dal greco antico, forse ad indicare il "prete nero" o "prete lento, silenzioso". Inoltre c'è chi ritiene l'origine del nome, derivante dalla lingua spagnola, individuando nei pappamusci, i "papamoscas", cioè gli sciocchi.
La mattinata del Venerdì Santo continua il pellegrinaggio dei " Pappamusci", mentre tre confraternite portano in processione la statua dell'Addolorata al Calvario. La sera vi è la suggestiva Processione dei Misteri, vi partecipano tutte le Confraternite ognuna portando in spalla una delle stupende statue, in cartapesta policroma dell'800, che rievocano i momenti della Passione e morte di Gesù Cristo. Dal sagrato della chiesa di Santa Chiara, dove le statue sono sempre conservate, la processione si snoda lentamente per le vie della città, a rompere il silenzio solo il caratteristico suono della troccola. Particolarmente suggestivo l'atto, di numerosi penitenti scalzi ed incappucciati detti "Pappamusci cu lli trai", di trascinare pesanti croci in legno sulle spalle, seguendo la statua della caduta di Gesù.
Il giorno della Pasqua vi è infine la processione della statua del Cristo Risorto.

### Istituzioni, enti e associazioni
- 114º Deposito Sussidiario dell'Aeronautica Militare[105]
- Per quanto riguarda la sanità, la città è capofila del Distretto numero 3 dell'ASL Brindisi ed ha sul suo territorio l'ospedale civile "Dario Camberlingo";[106] la struttura consta di 168 posti letto[107].

## Cultura

### Istruzione

#### Biblioteche
La principale biblioteca cittadina è la biblioteca comunale "Giovanni Calò - Community Library". Conta un patrimonio librario di circa 26 000 volumi; tra questi vi sono 85 edizioni del Cinquecento, 190 edizioni del Settecento, 118 edizioni dell'Ottocento, un manoscritto ed alcuni periodici. Inoltre ha una sezione speciale dedicata all'emeroteca.

#### Scuole
Francavilla conta tre circoli scolastici che coordinano le scuole materne ed elementari cittadine. Ci sono poi tre scuole medie inferiori intitolate a: "Vitaliano Bilotta", "San Francesco d'Assisi" e "Publio Virgilio Marone". Inoltre è sede dei seguenti istituti scolastici statali, inerenti al ciclo scolastico della scuola secondaria di secondo grado:
- Liceo Classico Vincenzo Lilla;
- Liceo Scientifico Francesco Ribezzo;[110]
- Istituto Tecnico Settore Tecnologico Enrico Fermi;[111]
- Istituto Tecnico Commerciale Giovanni Calò;[112]
- Istituto Professionale di Stato per i Servizi Commerciali Carlo De Marco.

È presente anche una scuola musicale comunale, intitolata a Serafino Marinosci, aperta nell'ottobre del 2003. È suddivisa in vari corsi ed in tre anni ha contato oltre 200 iscritti.

#### Università
A Francavilla non ci sono università anche se è presente un'università popolare della terza età; attiva dal 1995, nel 2002 è diventata membro della Federuni e nel marzo 2003 ha organizzato ed ospitato il convegno interregionale del Mezzogiorno su Le Università della terza età, i corsisti, il territorio.

#### Musei
- Museo Archeologico di Francavilla Fontana MAFF. Espone reperti archeologici rinvenuti in territorio di Francavilla Fontana, Ceglie Messapica, Mesagne e Brindisi.[115]

- Museo della Civiltà Contadina. Colleziona molti oggetti simbolo della civiltà contadina presente fino a pochi decenni fa.[116]

### Media

#### Stampa
Dal 2011 ha sede in Francavilla Fontana la redazione del quotidiano online Lo Strillone News.
Erano inoltre presenti le redazioni locali de Il Brindisino e di Senza Colonne.

#### Radio
- Radio Antenna Sud, con trasmissioni diffuse nel territorio dell'alto Salento.[121][122]

#### Televisione
Francavilla é sede dell'emittente televisiva CANALE 85, a capo di un gruppo editoriale in cui opera anche l'emittente barese Antenna Sud, conseguente ad acquisizione avvenuta nel 2016.
La città ha ospitato le redazioni di TRCB (sede centrale ad Ostuni) e Telerama.

### Teatro
- Cinema Teatro Italia[127]

### Cinema
Tra i film girati a Francavilla Fontana ci sono La terra (2006) e Un'avventura (2019).

### Musica
Già nel Settecento Anton Maria Carriero aveva costituito una banda, composta da musici con strumenti a fiato, a corda ed a percussione. Nell'Ottocento fu fondato il Concerto Musicale Municipale Città di Francavilla Fontana, ricostituito nel 1958 da parte dell'Amministrazione Comunale. Ha ottenuto numerosi riconoscimenti a livello regionale e nazionale ed ha suonato anche in altre città italiane. Il 30 marzo 2007 è stata costituita la Premiata Grande Orchestra Sinfonica "Padre Serafino Marinosci", esordita ufficialmente nel 2008 ed in grande ascesa a livello locale.

### Cucina

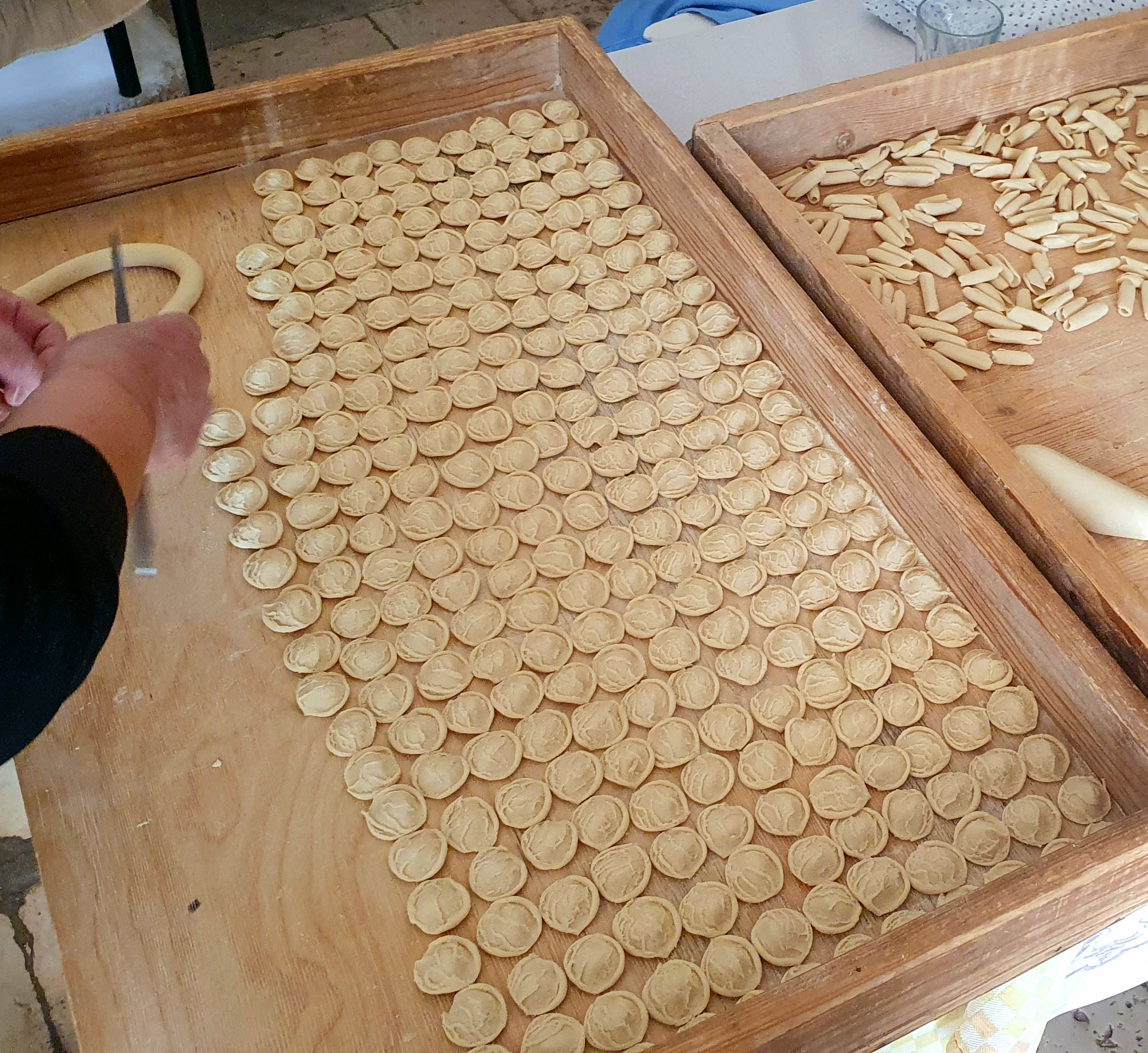
Orecchiette

La cucina francavillese annovera molti piatti legati strettamente alla vita contadina.

#### Paste fresche e prodotti della panetteria, pasticceria

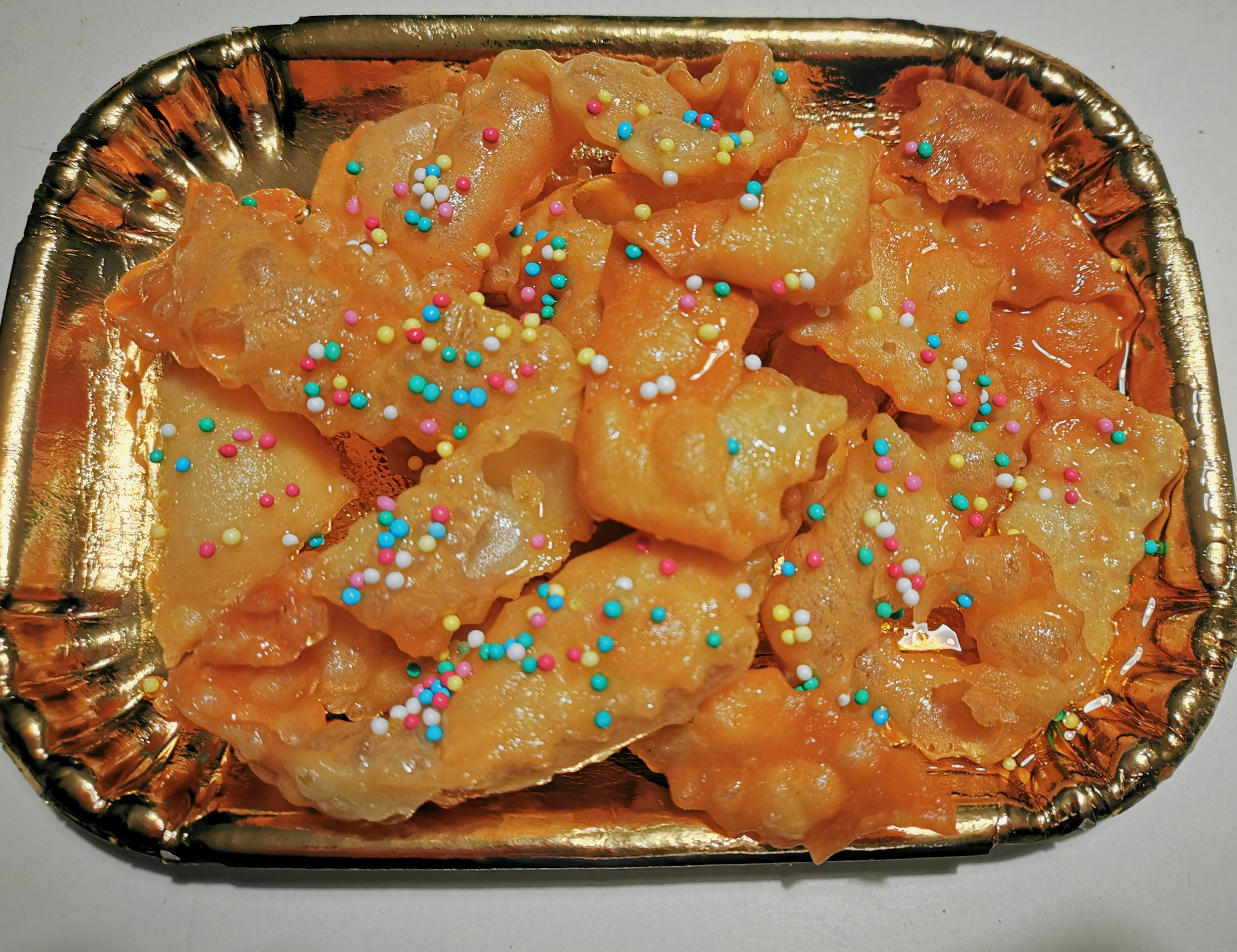
"Cartiddati" al miele, dalla forma simile alle Chiacchiere

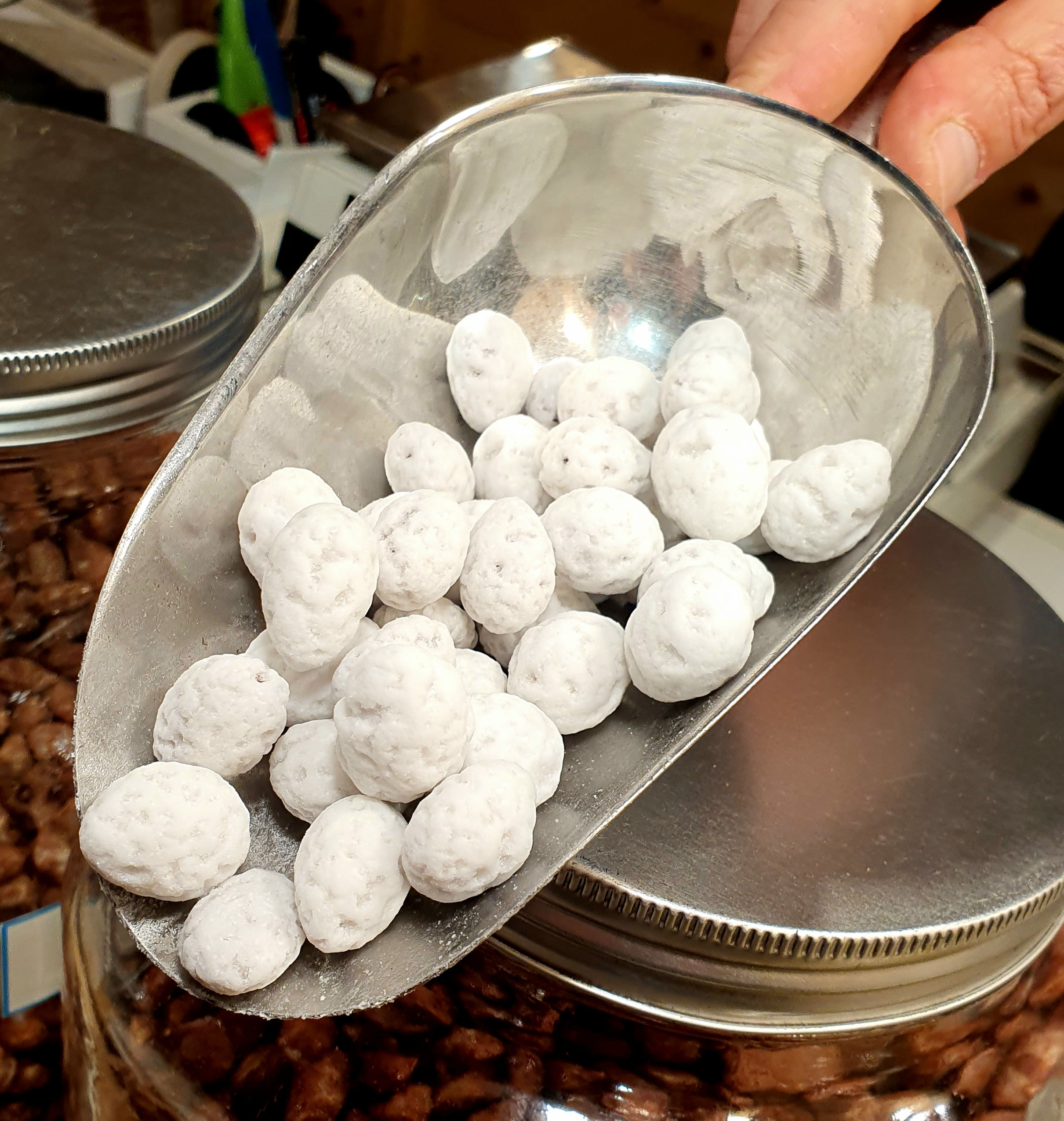
Mandorle ricce

- Mandorla riccia: è prodotta esclusivamente a Francavilla ed è stata inclusa tra i cibi tradizionali pugliesi.[135] Si tratta di un dolce di mandorle dure dolci di 1º grado. Forma ovoidale, riccia della grandezza di circa 2 cm, colore bianco, consistenza tenera all'esterno e più dura all'interno, ha un sapore dolce.[136]
- Cartellate: sono dei nastri di una sottile sfoglia di pasta, ottenuta con farina, olio e vino bianco, avvolta su sé stessa sino a creare una forma che somiglia ad una sorta di rosa coreografica, con cavità ed aperture, che poi verrà fritta in abbondante olio d'oliva. Questa specialità è tipica del periodo natalizio.[137]
- Ravioli con ricotta: si tratta di ravioli con forma rotondeggiante di circa 5 cm di diametro, di colore giallo dorato, ripieni con impasto di ricotta di pecora, prezzemolo, formaggio e pepe.

Altri prodotti tipici della cucina francavillese sono:
- taralli
- orecchiette
- cavatelli
- dolci di pasta di mandorla[138]

#### Prodotti vegetali
- Fichi secchi: sono fichi dal colore nocciola con zucchero all'esterno. Hanno un sapore molto dolce. Si preparano facendo essiccare i fichi al sole, poi vengono scottati in acqua bollente e conservati in sacchi di tele con foglie di alloro.

Tra gli altri piatti tipici di rilievo:
- lampascioni o lampagioni sott'olio (raramente in italiano violamponi)
- olio di oliva
- caciocavallo silano[139]

#### Vino
Nel territorio francavillese si producono vini come l'Aleatico di Puglia DOC e il Puglia Igt, che vengono successivamente venduti nelle cantine presenti a Francavilla e in tutto il territorio circostante.

### Eventi
- Francavilla è Jazz: festival dedicato al genere musicale Jazz e divenuta rassegna stabile nel cartellone degli eventi estivi locali dal 2014.[142][143]
- Notte degli Imperiali: Notte bianca organizzata in varie zone del centro della città, che per l'occasione vengono chiuse al traffico. Durante tutta la notte, lungo le strade ed in alcuni palazzi si svolgono numerosi spettacoli teatrali, musicali, artistici, e culturali. La prima edizione, organizzata nel 2008, ha fatto registrare oltre 40.000 presenze.[144]
- Corteo storico: è stata una manifestazione arrivata alla sua ultima edizione nel 2012[145], che rievocava le tappe principali della storia della città, dalla scoperta dell'icona bizantina della Madonna col Bambino fino all'acquisto del feudo da parte degli Imperiali. La manifestazione si svolgeva solitamente la terza domenica di settembre ed era composta da circa 600 figuranti che indossavano, a seconda delle epoche, abiti medievali, rinascimentali e barocchi; quasi a chiusura del corteo sfilavano a cavallo il principe Michele Imperiali e la sua consorte. La rievocazione si concludeva nel quartiere fieristico, dove avveniva la consegna delle chiavi della città ad un concittadino che, sebbene lontano dalla città natale, l'ha onorata con il suo operato.[146]

## Geografia antropica

### Urbanistica

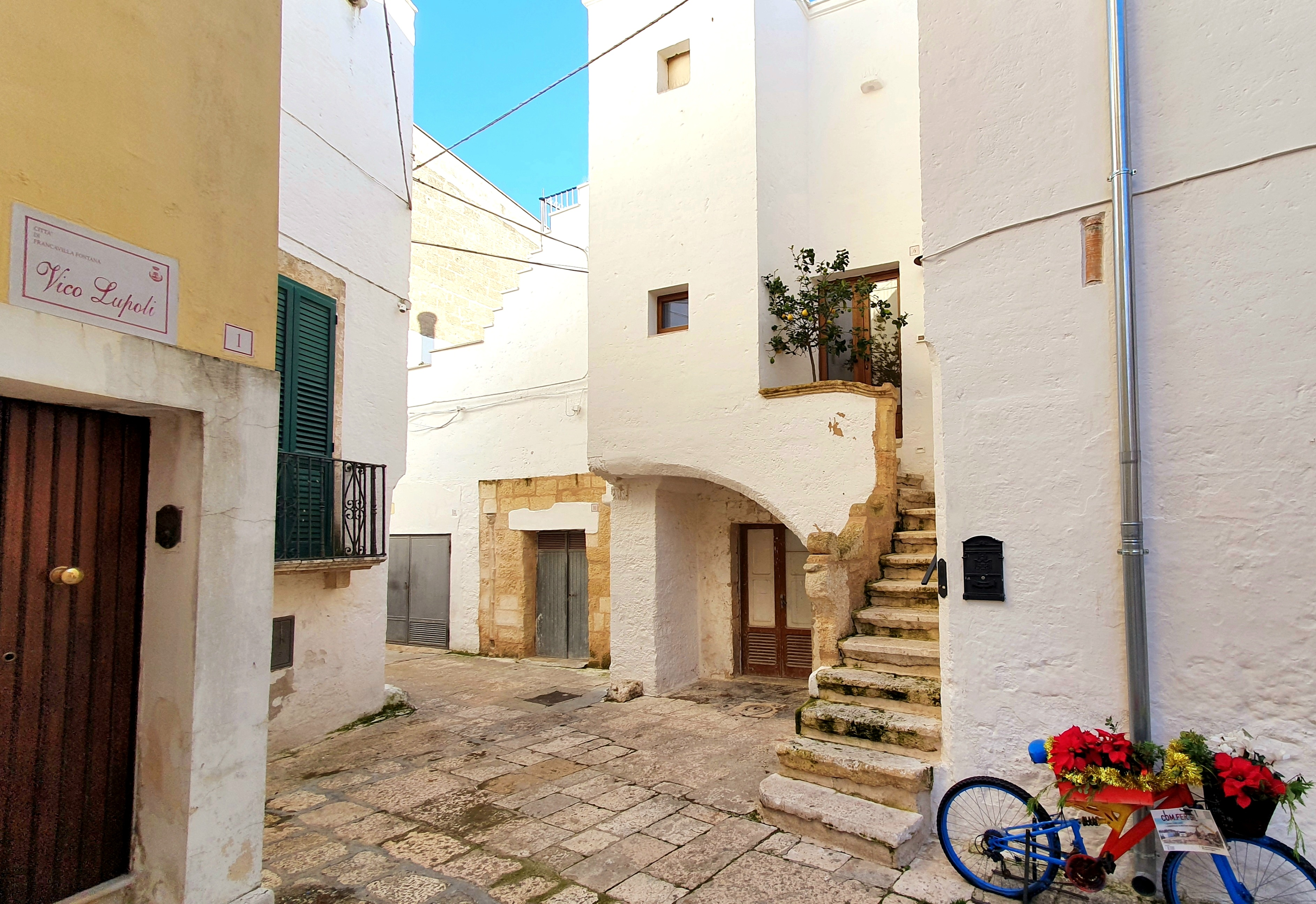
Uno scorcio del centro storico

Il nucleo originario di Francavilla si è sviluppato attorno alla Chiesa Matrice, il luogo del ritrovamento dell'icona della Madonna, e grazie alle larghe franchigie concesse da Filippo I d'Angiò il villaggio crebbe notevolmente in poco tempo. Con il passare dei secoli le case dei francavillesi venivano costruite sempre più in modo ordinato, lungo assi ben definiti. Durante il periodo degli Imperiali vennero sviluppati nuovi borghi (visto che la popolazione continuava a crescere) mediante la costruzione di strade a sviluppo regolare. Con Michele Imperiali ci fu il prolungamento fino ai Carmelitani della via omonima e fu costruito il nuovo Borgo Casalicchio; dopo di lui i suoi discendenti continuarono il suo lavoro seguendo la stessa linea e creando una città dalle strade dritte e regolari, tanto da essere definita da Cosimo De Giorgi la "Torino della Japigia".
Durante l'Ottocento non ci furono varie modifiche nell'assetto urbanistico e nel 1838 l'abitato scavalcò le mura settecentesche.
Dopo la creazione del tronco ferroviario che collegava Taranto a Brindisi (1907) la città si sviluppò verso sud in modo da non lasciare la stazione ferroviaria isolata.
Nella prima metà del novecento alcune porte cittadine e tratti delle mura settecentesche furono demolite per lasciar spazio alle abitazioni e agevolare il traffico (fenomeno che, tra l'altro, era già iniziato precedentemente).
Negli ultimi cinquant'anni la città si è estesa in tutte le direttrici, creando nuovi quartieri e continuando ad espandersi prevalentemente in direzione nord-est.

### Suddivisioni storiche
Stando allo statuto comunale, il comune è suddiviso in 18 rioni: Ascoli, Borgo Croce, Cappuccini, Casalvetere, Cavallerizza, Cretarossa, Graziosa, Lavaturo, Paludi, Peraro, Peschiera, Pozzi del Carmine, Roccella, San Biagio, Sant'Eligio, San Lorenzo, San Salvatore, San Sebastiano. Molti di essi riprendono gli antichi nomi dei casali che, unendosi nel Medioevo, diedero vita all'attuale città.

### Frazione

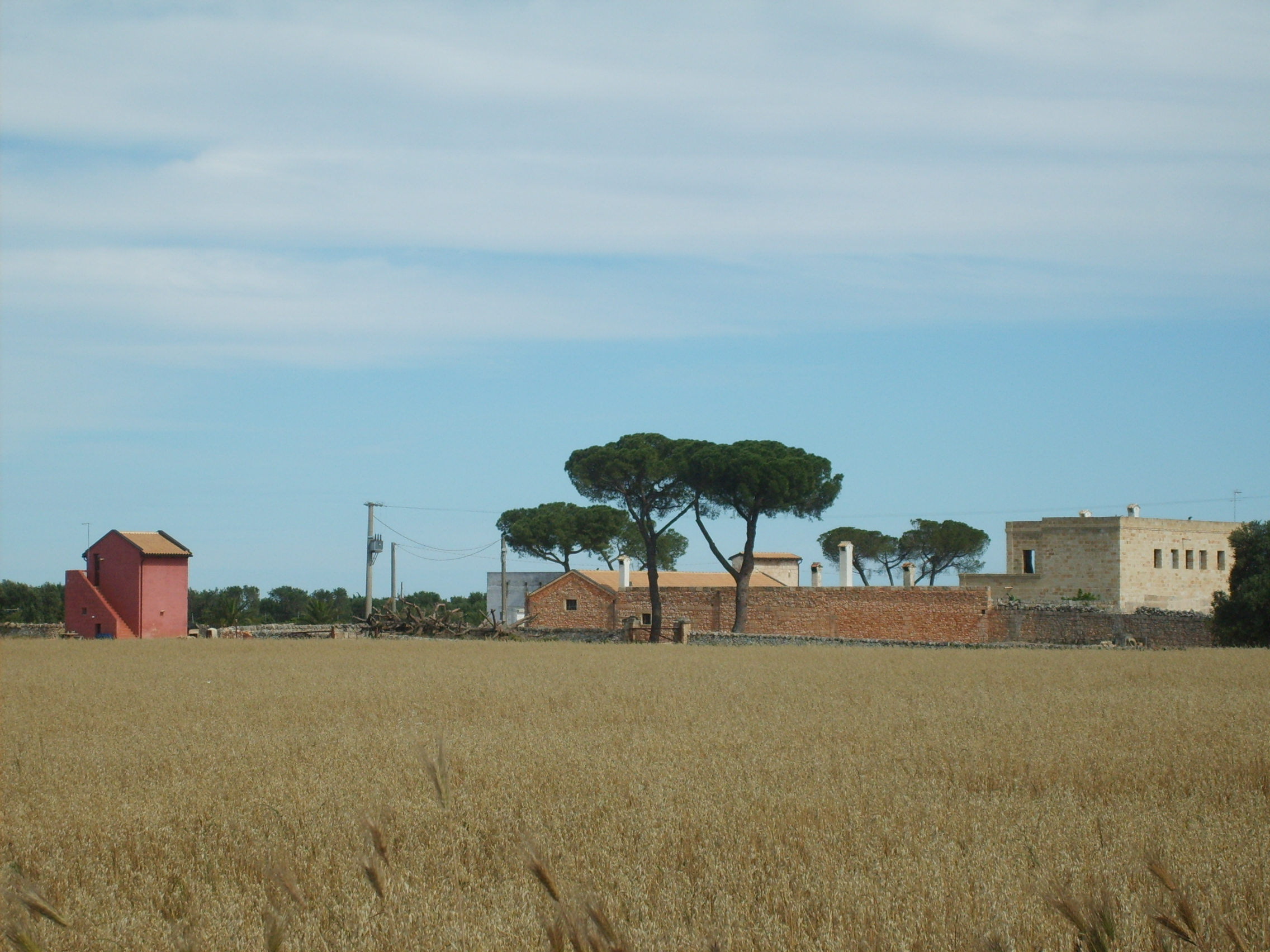
Una Masseria

Oltre alle varie contrade circostanti presenti nel territorio (che identificano la presenza di grandi masserie private), Francavilla ha come unica frazione il centro rurale di Bax Capece. È un centro molto piccolo (le case infatti ruotano principalmente attorno ad una piazzetta) e conta 124 abitanti. Dal comune capoluogo dista poco più di 6 chilometri. A pochi metri dalla frazione vi è una stazione ferroviaria gestita dalle Ferrovie del Sud Est.

## Economia

### Agricoltura

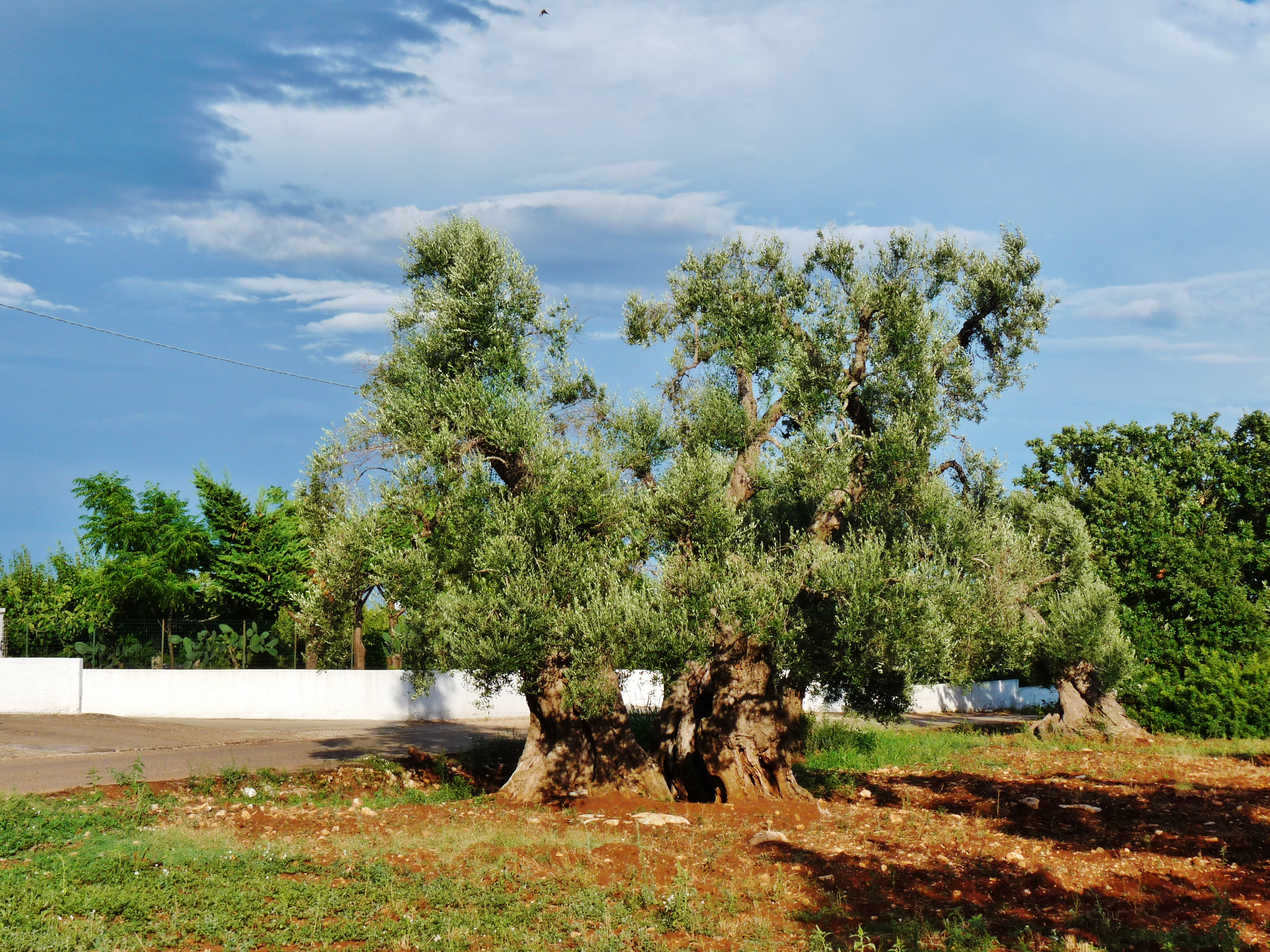
Un olivo secolare:se ne contano a centinaia nella campagna francavillese

Il settore agricolo è quello che occupa maggior numero di lavoratori e sfrutta una superficie di 12 170,60 ettari. Si basa principalmente sulla coltura dell'olivo, della vite, del tabacco, di vaste coltivazioni ortive, del ciliegio e del mandorlo, che serve per la produzione delle famigerate mandorle ricce. Gli agricoltori, inoltre, non risentono pesantemente degli effetti causati dai periodi di siccità perché possono prendere l'acqua dalle numerose acque sorgentizie. Nel territorio è molto attivo anche l'allevamento di ovini, suini e caprini.

### Industria
Francavilla, grazie alla sua posizione geografica favorevole (che ha anche permesso di candidarsi a sede naturale di un centro di carico intermodale), ha avuto negli ultimi decenni un discreto sviluppo nei rami dell'industria e del commercio.
Sono presenti sul territorio del comune 409 attività industriali, attive nei settori dell'alimentare, dell'abbigliamento, della meccanica leggera e delle costruzioni, che dichiarano complessivamente 1 301 addetti, pari al 20,96% della forza lavoro occupata.
Il commercio rappresenta, dopo l'agricoltura, il ramo di attività più cospicuo e può contare sull'organizzazione di varie mostre e fiere durante l'anno, la più importante delle quali era la Fiera Nazionale dell'Ascensione.

### Servizi
I servizi sono garantiti da 1 186 attività che dichiarano 1 908 addetti, pari al 30,74% della forza lavoro occupata, altre 524 attività di servizio con 1 332 addetti pari al 21,46% della forza lavoro occupata e 114 attività amministrative con 1 666 addetti pari al 26,84% della forza lavoro occupata.

### Turismo
Francavilla non gode di un importante flusso turistico nazionale o estero, non avendo sul suo territorio caratteristiche peculiari. Oltre a varie manifestazione che si svolgono durante tutto l'anno, una delle poche voci turistiche per la città è rappresentata dai riti della Settimana Santa. Per una maggiore sponsorizzazione del territorio sono stati istituiti in città l'Azienda di Promozione Turistica (APT) e l'ufficio Informazioni e Accoglienza Turistica (IAT).
È soprannominata la Città degli Imperiali, in onore dei principi Imperiali che governarono la città ininterrottamente per circa due secoli, portando il feudo all'apice della potenza.

## Infrastrutture e trasporti
Il territorio comunale è attraversato da tratti superstiti della Via Appia, la strada che in epoca romana collegava Roma a Brindisi.

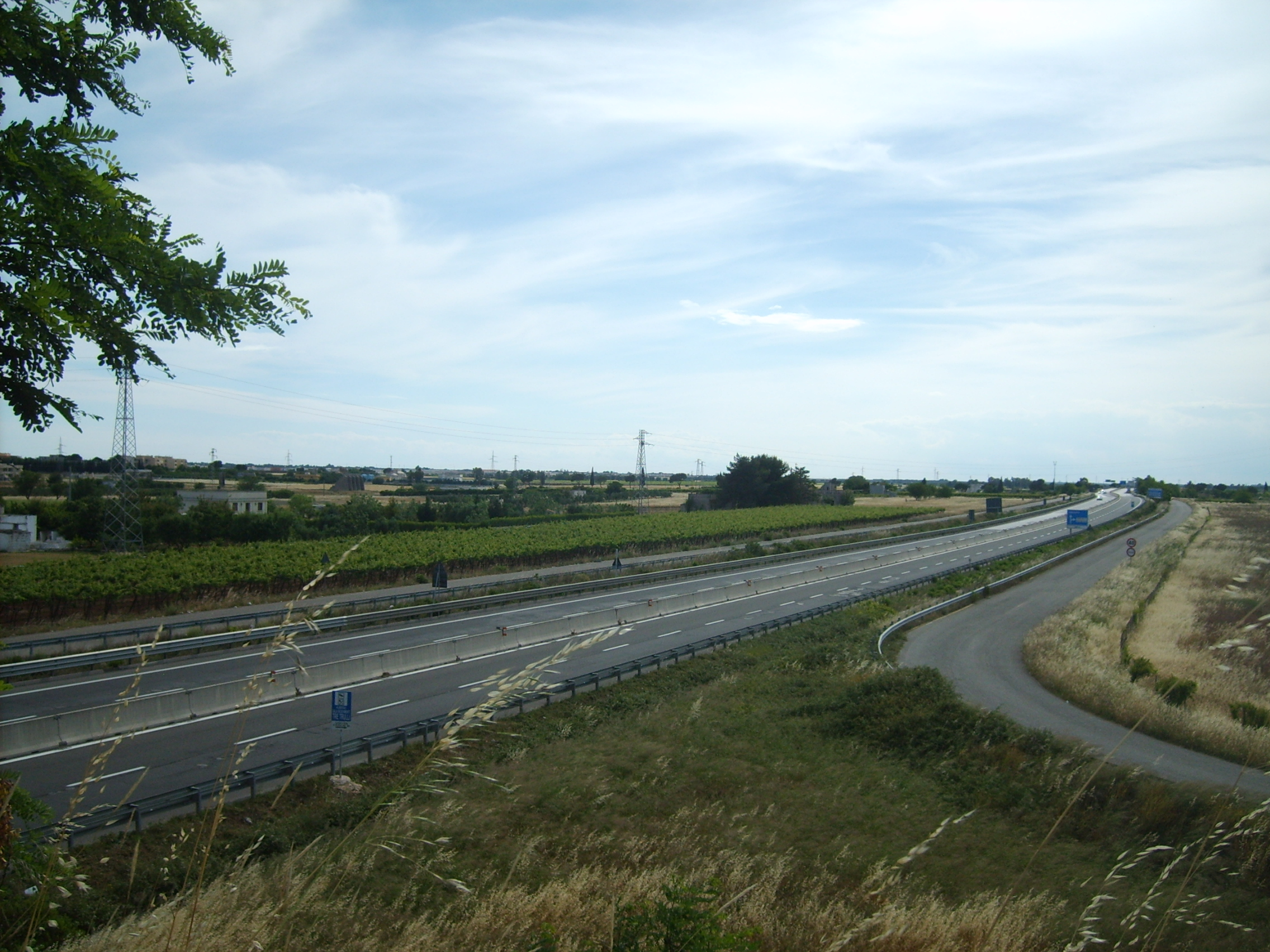
SS7 nei pressi di Francavilla

### Strade
Francavilla è collegata con varie strade provinciali ai centri limitrofi. Tra le più importanti: la SP54, che la collega con Manduria; la SP53, che la collega con Sava; la ex SS603, che la collega con Carosino e la SP26, che la collega con Ceglie Messapica; SP28 che collega Francavilla Fontana ad Ostuni.
Francavilla, inoltre, è toccata a nord dalla SS7, a doppia corsia per senso di marcia, che collega Taranto a Brindisi.

### Ferrovie
La città ha una sola stazione ed è toccata sia dalla linea Taranto-Brindisi di Rete Ferroviaria Italiana che dalla linea Martina Franca-Lecce delle Ferrovie del Sud Est.

### Mobilità urbana
Il trasporto pubblico urbano è gestito dalla STP Brindisi e composto da due linee circolari e da corse dedicate nel periodo scolastico; le corse annue garantite sono circa 28 000. Le zone raggiunte sono tutte quelle principali della città, tra cui: Contrada Bax, USL, Stazione, Zona 167, Cimitero.
Sempre la STP Brindisi garantisce i collegamenti con tutti i centri limitrofi, tra cui: Brindisi, Latiano, Mesagne, Oria, San Michele Salentino, San Vito dei Normanni, Taranto (zona industriale) e Villa Castelli.

## Amministrazione
| Periodo          | Periodo          | Primo cittadino           | Partito                                         | Carica              | Note    |
| ---------------- | ---------------- | ------------------------- | ----------------------------------------------- | ------------------- | ------- |
| 16 gennaio 1987  | 2 luglio 1990    | Giuseppe Attanasi         | Democrazia Cristiana                            | Sindaco             | [ 164 ] |
| 2 luglio 1990    | 22 maggio 1992   | Giuseppe Attanasi         | Democrazia Cristiana                            | Sindaco             | [ 164 ] |
| 16 luglio 1992   | 24 aprile 1995   | Vincenzo Della Corte      | Democrazia Cristiana, Partito Popolare Italiano | Sindaco             | [ 164 ] |
|                  | 12 dicembre 1995 | Mario Filomeno            | Coalizione di centro-sinistra                   | Sindaco             |         |
| 13 dicembre 1995 | 24 giugno 1996   | Luigi Varratta            |                                                 | Comm. straordinario | [ 164 ] |
|                  | 16 novembre 1996 | Mario Filomeno            | Coalizione di centro-sinistra                   | Sindaco             |         |
| 17 novembre 1996 | 13 maggio 2001   | Vincenzo Della Corte      | Forza Italia                                    | Sindaco             |         |
| 13 maggio 2001   | 28 maggio 2006   | Vincenzo Della Corte      | Forza Italia                                    | Sindaco             |         |
| 28 maggio 2006   | 8 maggio 2008    | Giuseppe Marinotti        | Forza Italia                                    | Sindaco             |         |
| 8 maggio 2008    | 22 giugno 2009   | Maria Antonietta Olivieri | -                                               | Comm. pref.         |         |
| 22 giugno 2009   | 17 aprile 2013   | Vincenzo Della Corte      | Il Popolo della Libertà                         | Sindaco             |         |
| 17 aprile 2013   | 10 giugno 2014   | Maria Rita Iaculli        | -                                               | Comm. pref.         |         |
| 10 giugno 2014   | 29 novembre 2017 | Maurizio Bruno            | Partito Democratico                             | Sindaco             |         |
| 29 novembre 2017 | 27 giugno 2018   | Guido Aprea               | -                                               | Comm. pref.         |         |
| 27 giugno 2018   | 15 maggio 2023   | Antonello Denuzzo         | Liste civiche                                   | Sindaco             |         |
| 15 maggio 2023   | in carica        | Antonello Denuzzo         | Liste civiche                                   | Sindaco             |         |

## Sport

### Calcio
La principale squadra di calcio cittadina è la Virtus Francavilla Calcio, fondata nel 2014 con la fusione tra la Virtus Francavilla (fondata nel 2007 col nome di Salento Francavilla) e il Francavilla Calcio, club storico della città, esistente dal 1946, che tra il 2008 e il 2011 ha militato in Serie D. La Virtus Francavilla Calcio ha vinto la Coppa Italia Dilettanti 2014-2015 e dal 2015 ha militato nei campionati professionistici fino al 2023-2024.
La società Vis Francavilla Fontana, fondata nel 2001 ha raggiunto la Serie A2 di calcio femminile.
L'ASD Futsal Francavilla, nata nel 2010, è iscritta al campionato di serie C2 di calcio a 5: in assenza di strutture sportive, la squadra disputa le partite interne a Montemesola, presso il locale palazzetto dello sport.

### Pallacanestro

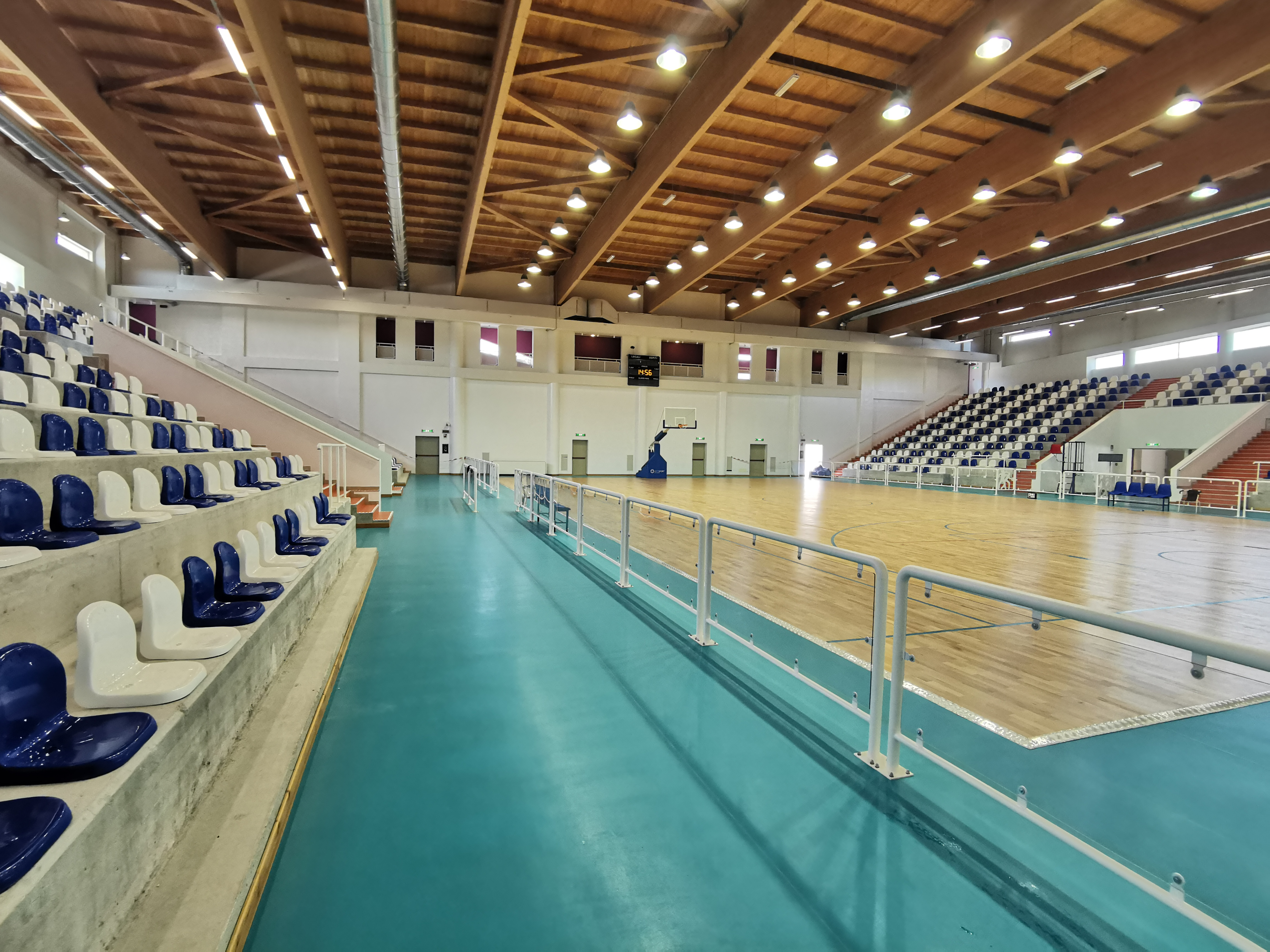
Interni del palazzetto dello sport, con 1140 posti

La Basket Francavilla, già Libertas Basket Francavilla, è la seconda società più antica della regione Puglia. Fondata nel 1963, ha raggiunto quale massima categoria il campionato di Serie B Dilettanti. Attualmente milita nel campionato di Serie C Gold.
Altra squadra di pallacanestro cittadina è l'ASD All Star Basket Francavilla, fondata nel 2010 e militante nel campionato di Serie D.

### Impianti sportivi
Lo stadio comunale, intitolato a Giovanni Paolo II, è situato lungo la strada per Ceglie Messapica. Viene principalmente usato per il calcio. Il terreno di gioco è in erba sintetica e l'impianto è dotato di tre tribune, due delle quali coperte, per una capienza complessiva di 2 000 posti.